# Liste der Kinos im Berliner Bezirk Steglitz-Zehlendorf
Die Liste der Kinos im Berliner Bezirk Steglitz-Zehlendorf gibt eine Übersicht aller Kinos, die im Berliner Bezirk Steglitz-Zehlendorf existiert haben oder noch existieren. In der Liste sind die Ortsteile entsprechend der Grenzen seit der Bezirksreform 2001 enthalten und alphabetisch vorsortiert: Dahlem, Lankwitz, Lichterfelde, Nikolassee, Schlachtensee, Steglitz, Wannsee, Zehlendorf. Die Liste wurde nach Angaben aus den Recherchen im Kino-Wiki aufgebaut und mit Zusammenhängen der Berliner Kinogeschichte aus weiteren historischen und aktuellen Bezügen verknüpft. Sie spiegelt den Stand der in Berlin jemals vorhanden gewesenen Filmvorführeinrichtungen als auch die Situation im Januar 2020 wider. Danach gibt es in Berlin 92 Spielstätten, was Platz eins in Deutschland bedeutet, gefolgt von München (38), Hamburg (28), Dresden (18) sowie Köln und Stuttgart (je 17). 
Gleichzeitig ist diese Zusammenstellung ein Teil der Listen aller Berliner Kinos und der Ortsteillisten.

## Einleitung
„Beim Vogelschießen in Steglitz spielten [im August 1903] die Kinematographen von Wilhelm Hartkopf, der auch ein nicht näher bezeichnetes ‚Museum‘ zeigte, sowie [der Kinematograph] eines Herrn Salzmann. Ferner gab es eine amerikanische und russische Schaukel, Karussells, Athleten und Riesenmädchen, Schießbuden, Photographen sowie eine ganze Anzahl von Spiel- und Verkaufsbuden. Geschäft und Wetter sehr schlecht.“ (): Auf dem Schützenfest in Steglitz war im Mai 1910 neben einem Bären-Theater, einem Hunde-Theater und einen Spezialitäten-Theater auch ein von dem Schausteller Karl Birkeneder betriebener Kinematograph vertreten.
Die ersten nachweisbaren Kinos in Steglitz entstanden ab 1907. Es waren kleinere, wenig repräsentative Räume wie anderswo in Restaurationen oder als Laden-Kino eingerichtet. Sie eröffneten in Straßen mit starkem Publikumsverkehr, so in der schon damals zentralen Schloßstraße. Bis zum Bau des Großkinos ‚Titania-Palast‘ siedelten sich zwischen 1907 und 1910 das ‚Metropol-Lichtbildtheater‘, das ‚Flora-Kino‘ und das ‚Palast-Theater‘ an, am Steglitzer Stadtpark folgten 1911 das ‚Deutsche Theater‘ und ‚P.T. Lichtspiele‘. Groß-Lichterfelde war wohl für Kinematographentheater 1909 mit der Gründung des ‚Central-Kinos‘ am Hindenburgdamm geeigneter als Zehlendorf, wo erstmals ‚Lichtspiele‘ 1918 folgten.
Der Kinospielplan war aktuell, so dass der Steglitzer nicht „den zeitraubenden Weg nach Berlin antreten muß, wenn man die neuesten und beliebtesten Darbietungen der gegenwärtigen Filmkunst genießen will!“ () Gezeigt wurden filmtechnischen Sensationen: Mitte September 1924 zeigten „die Albrechtshof-Lichtspiele im Vorprogramm einen amerikanischen Western als plastischen Film ‚Plastigram – Der Film der dritten Dimension‘. Gratis verteilte Brillen [verschafften den Zuschauern den Eindruck], als handle es sich auf der Leinwand nicht mehr um ‚Bilder‘, sondern als träten Persönlichkeiten und Gegenstände in voller, plastischer Lebenserscheinung hervor.“ () Für die Stummfilme gab es neben musikalischer Untermalung auch Filmvorträge. Anfang Dezember 1927 hatten die Albrechtshof-Lichtspiele für eine Sonntags-Matinee um 11 Uhr den programmfüllenden Kulturfilm „Das schaffende Amerika“ eingesetzt, den der Vortragsredner Kapitän Gottfried Speckmann kommentierte. Am 19. Oktober 1929 war der Sexualforscher Magnus Hirschfeld in Steglitz, wo er in Nachtvorstellungen im Globus-Palast und den Bismarck-Lichtspielen Vorträge über die sexuelle Frage hielt und zu dem bereits von 1922 stammenden österreichischen Kulturfilm Hygiene der Ehe sprach.

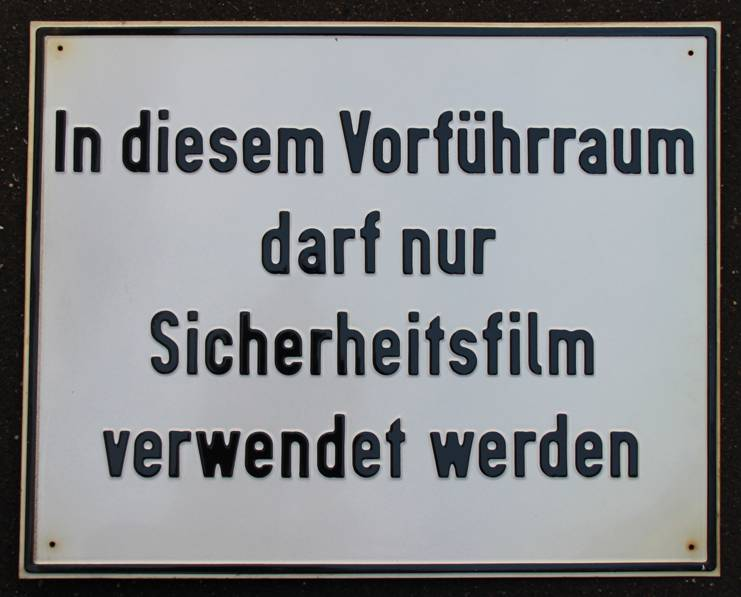
Erste Stummfilme hatten eine brennbare Celluloid-Basis

Wie anderswo gab es Kino-Brände: Am 14. November 1927 entzündete sich im Vorführraum des Lichtspielhauses Südende ein Film. „Der Löschzug Steglitz kämpfte den Brand mit einem C-Rohr nieder und konnte nach etwa 1 1⁄2-stündiger Tätigkeit abrücken. Eine Panik unter den Besuchern entstand nicht.“ ()
In den 1920er Jahren war im Südwesten ein wichtiger Standort für die Filmindustrie. Die Deutsche Mutoskop- und Biograph GmbH in (Groß-)Lichterfelde (Tochtergesellschaft der American Mutoscope and Biograph Company) errichtete 1904 das älteste deutsche Filmatelier in der Zietenstraße 10 das ausschließlich für die Aufnahme und Produktion von Filmen dienende große Glasatelier. Während des Bestand wurden rund 500 Filme geschaffenen. Anfang der 1910er Jahre richtete sich Heinrich Bolten-Baeckers ein Atelier ein. Filmgrößen wie Hilde Hildebrand, Paul Heidemann und Konrad Dreher erlebten ihr Filmdebüt. Ernst Lubitsch drehte auf dem Freigelände Rauhe Berge den Monumentalfilm Das Weib des Pharao. So wurde Steglitz als das „deutsche Hollywood“ gewürdigt. 1920 entstand ein Film über das ‚Haus der Kinder‘, den ersten Volkskindergarten nach der Montessori-Methode. 1928 wurde der Bau des ‚Titania-Palastes‘ im Film dokumentiert, der zur Eröffnung des Kinos gezeigt wurde.
„Internationale Filmfestspiele in Lankwitz, geht so etwas überhaupt? Ein bisschen vom großen Glamour verteilt Berlinale-Chef Dieter Kosslick seit 2010 auf die weniger atemberaubenden Ecken der Stadt. In Lankwitz ist das 1953 gebaute Thalia an der Kaiser-Wilhelm-Straße 71 dabei.“ ()
Im Bezirk bestanden über die Jahre 45 Kinos. Von 29 Vorkriegskinos mussten neun wegen Kriegsschäden schließen. 15 Bezirkskinos mit 500 bis 700 Plätzen wurden in den Nachkriegsjahren eröffnet, davon sieben Ende der 1940er und weitere bis 1957. Aktuell gibt es noch (Stand: 2016) fünf Kinos in Steglitz-Zehlendorf: das ‚Thalia Movie Magic‘ in Lankwitz ist das älteste im Bezirk bestehende Kino, in Steglitz befinden sich das ‚Adria Filmtheater‘ und das ‚Cineplex Titania‘, in Dahlem das ‚Capitol‘ und das ‚BaLi‘ in Zehlendorf.
In der folgenden Liste sind die Kinos alphabetisch nach Ortsteilen und innerhalb dieser nach dem letzten oder bestehenden Kinonamen vorsortiert. Das Berliner Adressbuch nennt im Gewerbeteil der Vororte für das letzte Jahr vor der Bildung von Groß-Berlin Paul Eitner für Berlin-Lichterfelde, in Berlin-Steglitz sind Harry Fabian (mit dem Kinotheater Thorwaldsenstraße 25), Christian Fonfara (Schildhornstraße 76 I. Stock), Kino-Betriebs-Gesellschaft Rothenbücher & Fehr (Florastraße 19), Hugo Lemke („Lichtspiele“, Albrechtstraße 132), „Lichtbildtheater Albrechtshof“ (Albrechtstraße 1a), „Palast-Theater Eugen Pleßner“ (Schloßstraße 92), A. Schubert (Kinobesitzer Potsdamer Straße 22 2. Aufgang) und Robert Wiesner (Kinobesitzer Körnerstraße 39, II.Stock) aufgenommen. Für Dahlem, Lankwitz, Nikolassee und Zehlendorf mit Schlachtensee sind keine Personen im Kinogewerbe aufgenommen.

## Kinoliste
| Ortsteil      | Name/Lage                                                                    | Adresse                  | Bestand             | Beschreibung |
| ------------- | ---------------------------------------------------------------------------- | ------------------------ | ------------------- | --- |
| Dahlem        | Capitol (Lage)                                                               | Thielallee 36            | seit 1946           | „Die Villa wurde 1928/1929 durch Wanda Büttner errichtet und war 1929–1941 im Besitz des Direktors von Unilever Deutschland, Jan Willem Maria Jurgens. 1942 kam sie in den Besitz von Carl Froelich, des Präsidenten der Reichsfilmkammer, der einen [privat genutzten] Kinosaal einbauen ließ. 1946 folgte der Anbau eines größeren Saals und die Eröffnung des öffentlichen Kinos Capitol. Ab 1. Juni 1955 wurde es von Frau Erika Schirmer übernommen.“ () Das Kino im Saal der Villa von Carl Froelich wurde 1945 durch einen Bombeneinschlag zerstört, aber schon im Frühjahr 1946 stark vergrößert wieder aufgebaut und als „Capitol Dahlem“ eröffnet. 1949 war es mit 250 Plätzen (ab 1952: 243) angegeben, als Inhaber und Geschäftsführer Gustav Lehmann, ab 1953 führte Liselotte Gastler die Geschäfte. Gespielt wurden täglich zwei Vorstellungen und wöchentlich ein Spätvorstellung. Die Kinotechnik bestand aus dem Ernemann-Projektor und der Dia-Einrichtung. 1956 kam bei der Übernahme durch Gerhard Klein als Inhaber und zunächst Leiter die Umstellung auf das Breitwandbildsystem CinemaScope mit 227 Plätzen und 16 Vorstellungen wöchentlich. Klein nahm sich Alfred Wittkopf als Geschäftsführer. Die Capitol-Lichtspiele (A.O. Gildetheater, Dahlem, Thielallee 36) waren mit 227 Klappsessel von Kamphöner bestuhlt, teilweise Hochpolster. Es gab zwei Projektionsgeräte Ernon IV rechts und links (Lichtquelle: Reinkohle), der Ton wurde über Zeiss Ikon-Verstärker als Einkanal-Lichtton wiedergegeben, das Bildformat 1:2,35 und Dias wurden mit Ton projiziert. In den 1980er Jahren nahm das Kino Heinz Hinze mit der „Capitol FTB GbR“ als „Capitol-Filmkunsttheater“ bis 1993. 1994 übernahm die Yorck-Kinogruppe (Yorck-Kino GmbH - FTB, 10789 Berlin, Rankestr. 31) das Capitol Dahlem mit 220 Plätzen, ab 1997 mit 162 Zuschauerplätzen. Die Filmwiedergabe erfolgte als 35mm analog oder digital mit Dolby Digital 5.1 auf einer Leinwand von der Größe 3,2 m × 4,7 m. „In einer Jugendstilvilla wurde internationale Filmkunst zum intimen Kammerspiel. Gleich um die Ecke liegen die Dahlemer Museen, die Freie Universität und der charmante Thielkiez mit Cafès und kleinen Geschäften.“ () „Schaukästen säumen den Gehweg, der durch einen kleinen Vorgarten zu dem zweigeschossigen und leicht zurückgesetzten Gebäude führt. Oberhalb der bogenförmigen Eingangstüren hängt eine große Reklametafel, die als Einziges einen Hinweis auf das Kino gibt. Direkt hinter dem Eingang befindet sich im ersten Foyerbereich die Kasse und ein Verkaufsstand. […] Wie früher üblich wird der Kaffee in Tassen und der Wein in Gläsern serviert.“ () Das Capitol ist ein Programmkino der ersten Stunde mit anspruchsvollen Filmen. Der langjährige Leiter Gerhard Klein bot das „Literarische Podium“ an mit Lesungen und Vorträgen von bekannten Schauspielern wie Curt Bois oder Martin Held und die Eddie-Constantine-Nächte. Der Projektorraum ist in einem nur von außen zugänglichen Anbau untergebracht. Der Zuschauersaal mit drei Vierteln mintgrüner Kinositze mit Flaschenhaltern im Parkett-Bereich ist in die Länge gezogen mit einer hohen Decke. Vor der Leinwand gibt es eine kleine Holzbühne, vor der Leinwand hängt ein silberner Wolkenvorhang. |
| Dahlem        | Outpost (Lage)                                                               | Clayallee 135            | 1953–1994           | Der Name „Outpost“ (deutsch: Außen-, Vorposten) für das neu erbaute Kino auf damaligen Militärareal wurde bei einem Namenswettbewerb ermittelt. Der Kinobau entstand unter Leitung des amerikanischen Architekten Arnold Blauvelt und erinnert an britische Kinobauten. Im Parkett befanden sich 750 Sitze und weitere 178 im Ranggeschoss. Es verfügte über einen kleinen Orchestergraben, eine Bühne und 750 Sitzplätze. Am 6. Februar 1953 wurde das „Outpost Theater“ eröffnet. 1994 wurde das Areal in das Alliierten-Museum umgewandelt und am 30. Juni 1994 um 19 Uhr lief der letzte Film. Das Kinogebäude steht unter Denkmalschutz. 1953 wurde das Lichtspieltheater von der Engineer Division für die amerikanischen Streitkräfte in Berlin als frei stehender Putzbau errichtet, dessen Fassadengestaltung und Baukörperrundungen der Architektur der 1920er Jahre verpflichtet sind. 1996–98 wurde das Innere umgebaut. |
| Lankwitz      | Capitol (Lage)                                                               | Kaiser-Wilhelm-Straße 88 | 1933–1943           | Das Capitol eröffnete 1933 in der Lankwitzer Kaiser-Wilhelm-Straße, auf dem noch 1933 unbebauten Grundstück 88/90 entstand ein gesonderter Kinobau. Der Saalbau in der Grundstückstiefe mit 550 m² Grundfläche, sowie an der Straßenfront mit 800 m² Grundfläche bebaut. Inhaber waren Bruno Juhnke (Kinobetriebsgesellschaft) und Ludwig Semotam (Grundstücks- und Gebäudeeigentümer), deren Geschäfte führte wohl auch als Vorführer Egbert Rech. Das Kino besaß 950 Plätze und eine 45 m² große Bühne. Mit der Eröffnung war die Kinotechnik für die Tonfilmvorführung eingebaut und es gab eine mechanische Musikanlage. 1939 sind Ludwig Semotan sen. und jun. als Kinobesitzer angegeben, deren Geschäftsführer war Richard Weiß und ab 1941 Paul Stolz. Sie nennen für als Zuschauerkapazität 984 Sitzplätze. 1943 wurde das Kinogebäude durch Bomben zerstört, der Betrieb endete. Der hintere Kinosaal ist im Gegensatz zur Bebauung an der Straßenfront nicht wieder aufgebaut worden. In den 1970er Jahren erfolgte eine neue Bebauung mit fünfgeschossigen Appartementhäusern. Diese bilden eine Straßenfront 82–88 (gerade) mit einer Querbebauung auf 88, sodass Grundstück 90 als Grünfläche nutzbar wurde. |
| Lankwitz      | Lichtburg ---- Viktoria-Lichtspiele (Lage)                                   | Leonorenstraße 51        | 1927–1971           | 1927 eröffnete Emmy Ahlers die „Viktoria-Lichtspiele“ mit 250 Plätzen in der Viktoriastraße 43 unweit vom Bahnhof Lankwitz. Gegründet als Saalkino befanden sie sich in der Gaststätte „Deutsche Haus“. Den täglichen Kinobetrieb führte bis 1929 Artur Ahlers, 1928 wurde auf 355 Plätze erweitert. 1929 war das Filmtheater „zurzeit geschlossen“. Nach Umbauten zum Kinobetrieb wurde von Otto Klung neu die „Lichtburg“ eröffnet. Die Vorstellungen mit 500 Plätzen führte Paul Freund und für die Untermalung der Stummfilme sorgten sechs Musiker. Mit dem Inhaberwechsel 1932 durch J. Kaplan und S. Rabinowitsch (Geschäftsführer: S. Berger) wurde die Tonfilmtechnik von Kinoton eingebaut. Das Kino-Adressbuch 1934 nennt als Inhaberin vom „Lichtburg-Palast“ die von Carl Gürtler: gegründet 1929, täglicher Spielbetrieb, 428 Plätze, mechanische Musik. Paul Fischer & Sohn sind ab 1937 Besitzer der Lichtburg mit 451 Plätzen. Mit der Straßenumbenennung im Mai 1937 bekam die Lichtburg die Adresse Leonorenstraße 51. Den Krieg überstand das Kino relativ unbeschadet und konnte so den Kinobetrieb schon 1946 wieder aufnehmen. Zunächst ist Georg Fiebiger Kinobesitzer mit 450 Plätzen und einer Theaterlizenz für die Bühne von 5,2 m × 2,4 m mit Varieté-Kabine. 1950 führt Karl Heinz Bukofzer die Lichtburg von Erich Bukofzer und Erich Loschinski. Ab 1952 ist Margarete Gierig als Inhaberin genannt. Die 15 Wochen-Vorstellungen werden auf sieben Tage gegeben, Film-Projektion erfolgt (Lichtquelle: Reinkohle) von zwei (rechts und links) Ernemann IV, für den Ton der 40-Watt-AEG-Verstärker und es gibt Dia-Projektion mit Ton. Mit der Einführung von Breitwand entfällt die Bühne 1956, es ist CinemaScope mit Einkanal-Lichtton auf die Bildwand als 3 m × 4,3 m × 5,5 m oder 3 m × 7 m möglich. Für die Zuschauer stehen bei den täglich zwei Vorstellungen und wöchentlich einer Spät- und einer Jugendvorstellung 435 Hochpolstersessel bereit. Das Kino wurde am 1. November 1971 geschlossen. Bereits kurz danach wird das Gebäude für immer abgerissen und 1973 befindet sich der viergeschossige an das Stadtbad Lankwitz grenzende Neubau auf dem Plan. |
| Lankwitz      | Lichtspiele in der Gemeindehalle (Lage)                                      | Dillgesstraße 27         | 1919–1923           | Ab 1919 gab es Filmvorführungen in der Gemeindehalle Lankwitz (Ecke Barbarastraße/Dillgestraße), die 1914 errichtet wurde. Der zur Vorführung genutzte Festsaal besaß 500 Plätze, die Vorführungen erfolgten jeweils sonnabends. Verantwortlich war der Gemeindesekretär Bley, das Gebäude gehörte der Gemeinde-Verwaltung Berlin-Lankwitz (Victoriastraße 25–28). Der Kinobetrieb wurde 1923 eingestellt. Das Gebäude gehört zur Beethoven-Oberschule und steht unter Denkmalschutz. |
| Lankwitz      | Mühlen-Lichtspiele ---- Gloria Auen-Filmschau (Lage)                         | Mühlenstraße 21          | 1924–1943           | 1924 eröffnete Carl Auen das Kino mit 240 Plätzen im Saal des Restaurants „Paradiesgarten“ in der Mühlenstraße als Auen-Lichtspiele. Dem Trend der Zeit entsprechend wurden die Stummfilme mit einer Vorstellungsschau auf der 4 m × 7 m großen Bühne verbunden, darauf verweist der Name „Auen-Film-Schau“. Dieser Name wurde von Fritz Groß (1929) und Jakob Krüger (1930) beibehalten, es waren drei Musiker anwesend. 1931/1932 erweitert die „Venus-Film Fritz Dorenberg“ die Vorstellungen mit der Drei-Mann-Kapelle in der „Auen-Film und Bühnenschau“, der im Kino-Adressbuch die Gründung auf 1919 angibt. 1933 änderte der neue Inhaber I. Neumann mit der Anschaffung des Tonfilmvorführgeräts den Namen in Gloria-Lichtspiele. Als ab 1936 Frau Ella Kuipers die Spielstätte in Besitz nimmt, wählt sie „Mühlen-Lichtspiele“ und bietet 269 Plätze, ab 1940 war Wilhelm Höhne der Kinobesitzer mit 249 Plätzen und einer 8 m × 8 m großen Bühne. Das Gebäude wurde im Krieg 1943 zerstört und die Ruinen wurden 1958 abgeräumt. In den 1970er Jahren wurden zudem die Nachbargebäude abgerissen und das Grundstück 19–27 (ungerade) kam als Freifläche zur Alt-Lankwitzer Schule (Schulstraße 17/21). Das Wohnhaus Mühlenstraße 17 blieb erhalten, auf den benachbarten Grundstücken befinden sich Sportanlagen der Schule. |
| Lankwitz      | Thalia (Lage)                                                                | Kaiser-Wilhelm-Straße 71 | seit 1953           | 1953 wurde das Thalia-Filmtheater eröffnete. Der Eingang liegt an der Kaiser-Wilhelm-Straße mit zwei Schaukästen und verweist auf den nach hinten versetzten Kinoflachbau auf dem Grundstück Thaliaweg 17a. „Das Haus entstand in einer Gegend, in der in absehbarer Zeit 2000 neue Wohnungen entstehen werden und nimmt den Zuwachs der Interessenten vorweg. Das geräumige Foyer dient Ausstellungen der Bildenden Kunst.“ (). „Mit dem Vogelhändler und einem symbolischen ‚Grüß euch Gott, alle miteinander!‘ wurde neben der Kirche in Lankwitz das Thalia-Filmtheater eröffnet. Bauherr ist der Braunschweiger Heinrich Seinke, Chef der Gloria-Theater-Gesellschaft mbH, der damit ein erfreuliches Bekenntnis zu Berlin ablegte. Das Haus steht inmitten einer Wohnsiedlung, die sich in kräftigem Aufbau befindet, Architekt war Professor Müller-Rehm. Auch hier wird bald eine Breitwand die provisorische Leinwand ersetzen. Die Akustik ist sehr günstig. Die technische Einrichtung mit zwei Ernemann-X-Maschinen und Klangfilm-Eurodyn-Tonanlage wurde von der Firma Kinotechnik Niedersachsen aus Hannover geliefert, die Bestuhlung von Kamphöner. Thalia verfügt über 704 Plätze.“ () Namensgebend war der 1930 benannte und angelegte Thaliaweg. Nach einer langjährigen wirtschaftlich schwierigen Situation stand das Kino 1979 vor der Schließung und Umbau zum Supermarkt. Eine Bürgerinitiative erreichte die Rücknahme der selbst eingereichten Kündigung. Der damalige Kinobetreiber Peter Vollmann entschloss sich zum Umbau des 280-Plätze-Saals zu einem Kinocenter mit vier Sälen. Die Säle 3 und 4 entstanden aus dem großen Saal 1. Das Foyer wurde auf dem Weg zur Kasse als Mini-Supermarkt errichtet. Diese Anordnung wurde vom jetzigen Kinobetreiber Peter Wagner (auch Casablanca), der das Kino 1998 übernahm, aufgelöst. Die verglaste Wand innerhalb des Foyers kennzeichnet noch immer den Standpunkt der ehemaligen Einkaufsmöglichkeit, wird heute aber ausschließlich als Kinokasse und zum Snack-Verkauf genutzt. „Das Thalia Kino ist in der Nähe von Lankwitz-Kirche. […] Schon in den 1960er und 1970er Jahren gingen die Leute dort ins Kino. Es gibt vier Kino-Säle, es gibt Filme für Kinder und Erwachsene. Es gibt zwei Toiletten für Mädchen. Mit Freundinnen und Freunden kann man sich vor dem Kino treffen, da kann man Fahrräder anschließen. Im Kino kann man jede Menge Snacks und Getränke kaufen.“ () - Saal 1: 238 blaue Komfortsessel in neun Reihen mit einer Projektion in D-Cinema 2K-3D oder 35 mm analog und Dolby Digital. Die Rückwand mit der Skyline New Yorks inklusive beleuchteter Brooklyn Bridge ist die Trennwand zu den nachträglich eingebauten Sälen 3 und 4. - Saal 2: 20 Plätze in drei Reihen werden über eine lange, steile Treppe erreicht. Die Projektion auf die 1,5 m × 1,2 m große Leinwand erfolgt in 35 mm und Dolby Surround. Saal 2 steht unangefochten der Titel des „kleinsten Saals Berlins“ zu. - Saal 3 mit 91 klassischen Kinostühlen mit dunkelgrauem Samtbezug ist ein 35 mm-Theater mit Dolby-SR, die Leinwand 6 m × 2,8 m groß. - Saal 4 ist ein 35 mm-Theater mit Dolby-Stereo mit 57 Plätzen in sechs durchgehend ansteigenden Sitzreihen, für Kinder stehen Sitzerhöhungen zur Verfügung. Wie im Saal 3 ist Leinwand 6 m × 2,8 m groß. |
| Lichterfelde  | Central-Lichtspiele (Lage)                                                   | Hindenburgdamm 93a       | 1909–1935           | „In Lichterfelde eröffnete 1909 der Mechaniker Paul Eitner in der Chausseestraße 93a [seit 1914 Hindenburgdamm] Ecke Augustastraße das Central-Kino (172 Plätze). Bei der Neubestuhlung – zuerst waren nur Sitzbankreihen ohne Lehnen – half eine Brauerei; denn zu jener Zeit gehörte zum Kintoppbesuch noch eine anständige Molle. Voller Stolz erzählt Vater Eitner, daß bei den Sonnabend- und Sonntagsvorstellungen manchmal zwei Tonnen ausgeschenkt wurden.“ () Paul Eitner blieb bis 1927 der Eigentümer des Kinos, 1928/1929 übernahm Emmi Kiwitt die Central-Lichtspiele. Seit dem Lauf des Jahres 1929 führte Josef Dischner die Spielstätte mit 180 Plätzen. Das „Central“ erhielt keine Ausrüstung für Tonfilm, wofür wohl wirtschaftliche Gründe bestanden haben. So wurden die Lichtspiele 1935 geschlossen. Im übrigen wurden die Nachbargrundstücke 93b–93d zur Dürerstraße hin 1936 bebaut. Der Eckbau Hindenburgstraße 93 / Augustastraße ist ein zweigeschossiger Flachbau mit einem Ladengeschäft und einem Gewerbe-/Büroteil auf deckungsgleichen Grundriss der ursprünglichen Restauration. |
| Lichterfelde  | Der Spiegel (Lage)                                                           | Drakestraße 50           | 1952–1973           | „In Berlin-Lichterfelde-West, Drakestraße 50, eröffnete Kurt Rilk, Inhaber der Zehlendorfer Filmtheater ‚Zeli‘ und ‚Rathaus‘, ein nach modernsten, künstlerischen und technischen Gesichtspunkten ausgestattetes Lichtspielhaus mit dem seltenen Namen ‚Der Spiegel‘. Das Haus – es ist das 204. Filmtheater West-Berlins — faßt 625 Plätze. Voelker und Grosse, die bekannten Erbauer des Berliner Schiller-Theaters, waren die Architekten. Vom September 1951 an wurde — auch den ganzen Winter über — gebaut. An besonderer Ausstattung fallen auf: die rotgepolsterten Wände des mit Vitrinen versehenen Foyers (zwei Kassen) und die Leistenwände im Zuschauerraum (10.000 Meter Leisten wurden verwendet); sie garantieren eine hervorragende Akustik. Technische Ausrüstung (durch Ufa-Handel): zwei Ernemann-X-Projektoren [Verstärker Klangfilm-Klarton] und eine Schwerhörigenanlage. Das Haus fand schon in den ersten Tagen seines Bestehens vor allem durch die Lichterfelder Bevölkerung regen Zuspruch.“ () Der Glaserker in der Mitte und der ausladend überdachte Eingangsbereich mit den schräg gestellten Stützen, die das Vordach tragen sind in ihrer schlichten Schönheit kraftvolle Elemente der Architektur der Wirtschaftswunderzeit. Ältere Lichterfelder erinnern sich daran, hier alle Filme mit Maria Schell gesehen zu haben. „Modern, mit einer nicht alltäglichen Linienführung, […] ergibt die leichte Neigung der Längswände und der seitlichen Stuckeinfassung das Bühnenportal. Eine Holzleistenverkleidung tragen die Wände und die Rangbrüstung des 600-Platz-Theaters. Projiziert wird aus 24 m Entfernung auf eine Bildwand von etwa 3,75 m × 5,0 m.“ () Das Filmtheater besaß eine Bühne mit Lizenz für Theater- und Opernaufführungen. „Der Spiegel“ diente bis 1961 auch als Grenzkino. Ab 1956 führte Kurt Wronna den Spiegel für die „Kurt Rilk Lichtspieltheater-Betriebe“ mit täglich zwei Vorstellungen, wöchentlich zwei Spät- und eine Zusatzvorstellung und monatlich eine Matinee-Vorstellung. Gleichzeitig erfolgte die Umstellung auf Breitwandfilme mit CinemaScope Vierkanal-Magnetton im Format 1:2,55. Ab 1959 führte Herta Rilk das Kino als Inhaberin weiter. Nach einem Wechsel führte ab 1967 Fritz Seifert das Filmtheater bis zur Schließung 1973 weiter. 1974 ist unter Drakestraße 50 im Branchenbuch „Real-Discount Cohn & Berndt“ eingetragen. Dabei wurden die kinotypischen Architekturelemente wie der Leinwandbogen und die Zuschauertribüne hinter Decken und Wänden versteckt. So wurde das Gebäude für 25 Jahre als Lebensmitteldiscounter genutzt. Anfang 2004 beauftragte Frank Lüske (Biolüske) die Architekten Kleyer und Koblitz das Gebäude für einen Biomarkt umzugestalten. Die noch vorhandene Geschichte wurde nicht negiert und das Kinotypische blieb erkennbar. Auf der Erdgeschossfläche wurde der Biosupermarkt auf 500 m² angelegt. Die alte Zuschauertribüne wurde zu einer Eventlocation mit verschiedenen Nutzungen, so wurde mit Gaggenau und Poggenpohl das bundesweit erste Kochstudio in einem Biosupermarkt geplant. Die Fassade wie beim Kinoeingang ist erhalten. |
| Lichterfelde  | Die Brücke ---- Hili-Filmtheater Hindenburg-Lichtspiele Welt im Licht (Lage) | Hindenburgdamm 58a       | 1913–1977           | 1913 eröffnete im Erdgeschoss des neuerbauten Hauses Chausseestraße 58a zwischen Haydn- und Flotowstraße ein Kinematographentheater mit 250 Plätzen. Das Kino wurde zunächst von Frau Günther geführt. 1918 ist es im Kino-Adressbuch als „Die Welt im Licht“ mit 300 Plätzen im Besitz von Wilhelm Günther mit Wohnung in der Hindenburgstraße 58a aufgeführt. Im Mai 1914 wurde die Chausseestraße in Hindenburgstraße umbenannt. 1920 erfolgte mit dem Besitzerwechsel zu Paul Fischer die Umbenennung in „Hindenburg-Lichtspiele“, mit 230 Plätzen und täglichen Vorführungen. Nach den Inflationsjahren gingen die Lichtspiele 1924 in den Besitz der „Steglitzer Metropol-Lichtbildbühne GmbH“. Der Betrieb des Kinos mit 285 Plätzen und Programmwechsel freitags und dienstags wurde von Max Viktor geführt. 1928 übernimmt als Kinoinhaber Otto Klung, 1929 F. Mursch und W. Lehmann und 1930 Hans Stroschewski. Die Geschäfte des letzteren führte Paul Freund. Zur Untermalung der Stummfilme wurden bis zu vier Musiker eingesetzt. 1931 gibt der neue Besitzer Gustav Saibene 400 Sitzplätze für seine Hindenburg-Lichtspiele an. Die Vorführung von Tonfilmen erlaubte 1933 der Einbau der Tonwiedergabe unter dem Kinobesitzer Eugen Pollaczek. 1934 ist das Tonfilmtheater im Eigentum von Erich Bauer (Geschäftsführer Hans Conrad). Im Kino-Adressbuch 1937 ist wieder Otto Klung als Inhaber genannt, auf den die Bezeichnung „HiLi“ (für Hindenburg-Lichtspiele) zurückgeht. Die angegebene Platzkapazität liegt zwischen 385 und 391. Das Kino blieb ohne Kriegsschäden, wurde nur kurz unterbrochen und von Otto Klung in die Nachkriegszeit geführt. Den Betrieb führte Alfred Wittkopf. Er war auch tätig als Vorführer. Das Hili-Filmtheater hatte etwas über 400 Plätze. Für die Bühne von 5 m × 5 m × 6 m war eine Theater- und Opernlizenz vorhanden. Die Filmvorführung erfolgte mit einem Bauer-B6-Projektor und Bauer-Lorenz-Verstärkern. Zusätzlich war eine Dia-Projektion mit Ton vorhanden. Gespielt wurde täglich bei 15 Vorstellungen in der Woche. 1953 übernahm Fritz E. Croner das Kino mit seinem Geschäftsführer Arthur Ludwig. Dieser übernahm das Kino mit seiner Firma „Arthur Ludwig-Theaterbetriebe“ und baute das Hili auf Breitwand um. Neben tönendem Dia war auf dem Apparat Bauer B 6 (Lichtquelle: Xenon), AEG-Verstärkern und Klangfilm-Lautsprechern das Abspielen von CinemaScope Einkanal-Lichtton auf das Leinwandformat 1:2,35 möglich. Mit 21 Vorstellungen und einer Spätvorstellung konnten täglich Vorführungen für 353 Zuschauer auf Hochpolstersesseln gegeben werden. 1959 kam das Vorführsystem VistaVision hinzu. Die Arthur Ludwig-Theaterbetriebe führten das Kino weiterhin. 1967 erfolgte als Antwort auf die „Kino-Krise“ der 1960er Jahre eine Programm-Anpassung und die Umbenennung des Filmtheaters in „Die Brücke“. 1977 wurde das Haus endgültig geschlossen. Die Erdgeschossräume des viergeschossigen Wohnhauses werden seitdem als Ladengeschäfte durch verschiedene Firmen genutzt. |
| Lichterfelde  | Gloria-Palast (Lage)                                                         | Hindenburgdamm 101a      | 1949–1958           | Der Gloria-Palast wurde im Jahr 1949 gegenüber vom Schlosspark Lichterfelde eröffnet. Das Kino befand sich in einem vom Architekten Otto Zbrzezny umfunktionierten Gemeindesaal im hinteren Teil des Grundstücks der Evangelischen Kirchengemeinde Lichterfelde. Inhaber des Kinos und Geschäftsführer war Arthur Ludwig mit seiner Firma „Arthur Ludwig Theaterbetriebe“. Er besaß die Albrechtshof-Lichtspiele, die Adria-Filmbühne, das HiLi und drei Lichtspielhäuser in Hameln. Das Kino mit 957 Plätzen wurde an allen sieben Wochentagen mit zwei bis vier Vorstellungen pro Tag bespielt. Neben dem Diaprojektor gab es für die Filmvorführung einen AEG-Apparat Euro M und den Verstärker Klangfilm-Eurodyn II. Im Kinosaal gab es eine 11 m × 5,2 m × 9 m große Bühne mit einer Lizenz für den Theaterbetrieb. Ab 1953 ist der Kinosaal mit 568 Plätzen durch Kamphöner mit Hochpolstersessel bestückt. Als Projektor kam ein „Bauer B 12“ hinzu. Die vorhandene Kinotechnik erlaubte 1957 die Umstellung auf das Bild- und Tonsystem CinemaScope Einkanal-Lichtton in Projektionsformat 1:2,35. Arthur Ludwig betrieb die Spielstätte bis 1958. Bei der Eröffnung 1949 noch als „vorbildliches Bezirkstheater“ gepriesen, wurde es in der Hochzeit des Kinos jedoch geschlossen. An der Fassade ist noch schwach die Aufschrift „Gloria“ zu lesen welche direkt auf die Ziegel aufgebracht worden war. Das denkmalgeschützte Gebäude mit dem vormaligen Kinosaal wird wieder als Gemeindezentrum der Paulus-Gemeinde genutzt. |
| Lichterfelde  | Odeon-Lichtspiele (Lage)                                                     | Ostpreußendamm 78        | 1951–1962           | Die Odeon-Lichtspiele in Lichterfelde wurden 1951 in der Berliner Straße 78 eröffnet. 800 Meter von der Stadtgrenze zu Teltow-Seehof entfernt, war es auf Brandenburger Besucher angewiesen, wobei auch amerikanische Soldaten zu den Besuchern gehört haben. „In Berlin-Lichterfelde-Süd, Berliner Straße, wurde in der Nähe der Zonengrenze ein neues Filmtheater eröffnet, die „Odeon-Lichtspiele“, die 500 Besuchern Platz bieten.“ () Das Kino wurde von Karl Steinert mit 502 Plätzen begründet und an sieben Tagen mit 15 Vorstellungen und zwei Spätvorstellungen je Woche bespielt. Das Filmtheater besaß eine Kabarett-Lizenz. die Dia-Projektion war tönend. Die Sitze waren ungepolsterte Klappsessel von Kamphöner. Der Projektor war von Frieseke und Hoepfner und die Tonwiedergabe der Europa-Verstärker von Rohde & Schwarz. Unter der Geschäftsführung von Wolfram Zenker wurde vom UFA-Handel das Kino mit Verstärker und Projektionsapparat (Lichtquelle: Becklicht) von Philips zur Wiedergabe im Bild- und Tonsystem CinemaScope mit Einkanal-Lichtton auf 1:2,35- und mit Vierkanal-Magnetton auf 1:2,55-Format aus. Ab 1959 ersetzten die beiden Spätvostellungen eine Spät- und eine Matinee-Vorstellung. Im Oktober 1961 wurde die Berliner Straße wegen des mehrdeutigen Straßennamens in verschiedenen Ortsteilen nach der Bildung von Groß-Berlin in Ostpreußendamm umbenannt. „In absoluter Randlage hatte es das stattliche Filmtheater nach dem Mauerbau sehr schwer.“ () Es wurde noch von Dipl.-Ing. Wehn aus Wilmersdorf betrieben, musste aber 1962 geschlossen werden. Dafür zog eine Discothek in das Gebäude ein: Tanzbar „White Horse“. Nach der zeitweisen Schließung der „Bellagia Diskothek“ (Siebert Gastronomie UG) folgte bis in die 2000er Jahre die Disko „AHA“, der „Odeon-Club“ und bis in die zweite Hälfte der 2010er Jahre der „South Nightlife Club“. Anschließend musste das Gebäude einem Wohnungsneubau weichen. |
| Lichterfelde  | Palast-Lichtspiele (Lage)                                                    | Oberhofer Weg 1          | 1914–1983           | Das Kino 1914 wurde im Tanzsaal des Restaurants Kaiserhof eröffnet, es lag im hinteren Teil des Grundstücks an das Gebäude Kranoldplatz 1 grenzend. Die Eingangsfront des Hauses befand sich an der Nordwestecke der Verlängerten Wilhelmstraße, der Kinoeingang wurde vom Kranolplatz ermöglicht. Die Lage in unmittelbarer Nähe des Bahnhofs Lichterfelde Ost war verkehrsgünstig. Das „Kaiserhof-Lichtspiele“ war im Eigentum von Gustav Kaufholz, der seinerseits Gastwirt des Restaurants Kaiserhof war. Der Kinosaal hatte eine Bühne von 24 m² Größe. Als 1918 Georg Zinn das Kinotheater in Besitz nahm benannte er es als „Palast-Lichtspiele“, Vorführer Unger. Die Sitzkapazität betrug 450 Zuschauer. In den Inflationsjahren wechselten der Inhaber der täglich bespielten Lichtspiele: 1920/1921 Richard Dienstag mit Curt Hoffmann als Vorführer, 1922 Kallmann & Fischer. 1923 übernahm Paul Fischer (Kallmann & Fischer), der 1927 die Kapazität auf 400 Plätze erweiterte und eine Kapelle von sieben Musikern für die Stummfilme als Tongeber einsetzte. Als 1931 Technik von „Kinoton“ angeschafft wurde um Tonfilme abzuspielen, wurden die Musiker durch eine mechanische Musikanlage ersetzt und es gab noch 300 Sitzplätze. 1935 wurde durch Umbau die Anzahl der Plätze wesentlich auf 600 Sitze erhöht, dauerhaft nutzbar allerdings 535. Als im März 1939 die Straße umbenannt und die Nummerierung der Grundstücke umgestellt wurde erhielten die „Palast-Lichtspiele“ die Adresse Oberhofer Weg 1. Als Inhaber ist ab 1935 „Paul Fischer & Sohn“ und ab 1939 „Paul Fischer & Witwe A. Fischer“ genannt. Das Kino wurde 1943 durch alliierte Luftangriffe schwer beschädigt und der Betrieb wurde eingestellt. Die Palast-Lichtspiele blieben jedoch bis 1957 im Besitz von Paul Fischer. 1950 wurde wieder eröffnet mit 564 Plätzen durch Paul Fischer mit Walter Königsdörfer als Mitinhaber und beide führten die Geschäfte als Vorführer und Programmgestalter. Für die Bühne von 7 m × 2,7 m × 5 m bestand eine Theaterlizenz. Gespielt wurde täglich in zwei Vorstellungen dazu eine Spät- eine Jugendvorstellung wöchentlich, es waren der Vorführapparat Ernemann VII B und Verstärker Kinne, ab 1955 Uniphon vorhanden. Die Bestuhlung waren ungepolsterte Kamphöner-Kinoklappstühle. Die Firmierung der Inhaber war „Paul Fischer u. Sohn oHG Paul Fischer u. Walter Königsdörfer“. Zur Umrüstung auf Breitwand wurde 1957 die Technik neuangeschafft: zwei Ernemann VII B 2 in 2×rechts, Verstärker Zeiss Ikon Dominar M II, Lautsprecher Zeiss Ikon Ikovox D 3 Komb., so konnte CinemaScope in Einkanal-Lichtton und Vierkanal-Magnetton in den Formaten 1:2,35 und 1:2,55 abgespielt werden. Im Laufe des Jahres 1958 übernahm Erich Wolff das Kino und setzte den Betrieb der Palast-Lichtspiele mit den vorhandenen Bedingungen in den folgenden Jahren fort. 1982 wurde die Kapazität auf 504 Zuschauer gesenkt. „1. April 83 – Schließung: Berlin, Palast-Lichtspiele. Inh.: Erich Wolff“ () Das ehemalige Kino wird als Ladengeschäft (Euro-Shop) genutzt, an der Ecke besteht ein Bierlokal, im Wohnhaus befinden sich Ladengeschäfte im Erdgeschoss. Das gesamte Gebäude einschließlich ehemaligem Tanzsaal steht unter Denkmalschutz. |
| Lichterfelde  | Rex-Lichtspiele (Lage)                                                       | Unter den Eichen 57      | 1933–1968           | Unter den Eichen 56–57 befand sich die Gaststätte „Lindenpark“. Das Rex-Lichtspielhaus wurde von Johannes Betzel eröffnet, der Geschäftsführer war Eldon Bunar. Das Kino war anfangs mit 475 Plätzen und von Beginn mit Kinotechnik von „Kinoton“ für Tonfilmvorstellungen eingerichtet (mechanische Musik). 1941 war der Vorführer/Geschäftsführer Horst Feldt. Das Lichtspielhaus blieb im Besitz von Johannes Betzel mit 467 Plätzen und täglichem Spielbetrieb durch die Kriegsjahre bis in die Nachkriegszeit. 1946 erfolgte der Spielbetrieb im „REX“ täglich mit zwei Vorstellungen und Mitte der 1950er Jahre kam die Spät- danach die Matineevorstellung hinzu, 1949 waren 463 Plätze genannt. 1952 war Erich Thorner, ab 1954 Edgar Neumann der Geschäftsführer und mit der Breitwandtechnik wurde es ab 1957 Gertrud Prause. Das Kino hatte eine 6 m × 4 m × 4 m große Bühne zu der eine Theaterlizenz bestand. Die Dia-Projektionseinrichtung war mit Ton. Neben dem Verstärker und den Lautsprechern von Lorenz (20 Watt) stand für die Projektion eine Ernemann IV bereit. Die Bestuhlung war teilweise in Flach- zum anderen Hochpolster. Für Breitwandfilme war CinemaScope Einkanal-Lichtton auf das Bildwandformat 1:2,35 möglich. Ab dem Jahr 1959 war als Technikausstattung für die gleiche Breitwandvorführung der Projektionsapparat Bauer B 8, Lautsprecher von Klangfilm unter Nutzung des Lorenzverstärkers. 1957 wurde Johannes Betzel vom Inhaber des REX zum Pächter des Kinos und im gleichen Jahr löste Gertrud Prause den vorherigen Geschäftsführer Edgar Neumann ab. Ab 1960 war Betzel und Franzi als Pächter mit Elfriede Schaff als Geschäftsführerin tätig, bis sie 1968 den Spielbetrieb beendeten. Das Kinogebäude wurde nach der Schließung 1969 abgerissen und das Grundstück 56/57 des vormaligen „Lindenparks“ wurde beräumt. Bis 1973 wurde das Grundstück – nun als Unter den Eichen 57 – mit einem fünfgeschossigen Wohn- und Geschäftshaus neu bebaut, die 120 Meter Grundstückstiefe blieben als Grün-/ Gartenfläche erhalten und wurden um 1990 mit den Wohnhäusern 57a–57c in der Bebauung verdichtet. |
| Lichterfelde  | Rio-Lichtspiele ---- Union (Lage)                                            | Gardeschützenweg 139     | 1920–1943           | In Groß-Lichterfelde West Steglitzer Straße 35 (seit November 1935 Gardeschützenweg 139) unweit vom Bahnhof Lichterfelde West eröffnete Curt Busching 1920 an der Ecke Drakestraße die „Union-Lichtspiele“. Die Lichtspiele bestanden (wohl neben dem Restaurantbetrieb) im Saalbau auf dem Hof mit 290 Plätzen und wurden täglich bespielt. Der Eigentümer des Grundstücks Steglitzer Straße 35 Franz Vogel betrieb bis 1923 in seinem Haus ein Hotel, während der Kaufmann Curt Busching aus der Lindenstraße 44 II. Stock die Union-Lichtspiele im Besitz hatte. Ab 1924 ist Vogel im Adressbuch wieder als Gastwirt aufgenommen. Nach dem Eintrag im Kino-Adreßbuch 1924-25 ging das Kino 1924 an den Kaufmann Arthur Engel als Inhaber über. Engel gab den Besitz des Union-Kinos im Lauf des Jahres 1925 an die „Steglitzer Metropol-Lichtbühne GmbH“ von Hugo Lemke ab. 1927 sind Hiska Ippen, Josef Geisler und Lydia Wegner-Salmonowa die Inhaber geworden, wobei die letztere im Folgejahr nicht mehr genannt ist. Ippen und Geisler bleiben die Inhaber des Union-Kinos bis wenigstens 1932. Im Berliner Adressbuch 1933 ist weder Union-Kino unter der Adresse, noch Hiska Ippen oder Josef Geisler im Namensteil nicht mehr eingetragen, lediglich Oswald Franke ist mit Filmvertrieb in Zehlendorf genannt. Nach Berliner Adressbuch ist Betzel im Jahr 1933 Inhaber vom „Rio-Kino“ in der Steglitzer Straße 35. Entsprechend Eintrag im Reichskino Adressbuch Band 13 (Verleihbezirk I Ostdeutschland, Groß-Berlin) übernahm Oswald Franke (Dahlem, Unter den Eichen 85a) den Umbau der Union zum Rio auf Tonfilmvorführung („Bio-Ton“), das Kino bot noch 287 Plätze. Der neue Inhaber (erst mit dem Kino-Adressbuch 1937 angegeben) Johannes Betzel wurde im Weiteren als „Johannes Betzel & Helmuth Philippi“ firmiert, wobei Walter Weber der Geschäftsführer ist. Im Adressbuch 1943 ist Johannes Betzel mit Lichtspielen noch im Gardeschützenweg 139 eingetragen. Der Kinobetrieb wurde im Kriegsjahr 1943 beendet. Der Saalbau wurde nicht zerstört oder beschädigt, jedoch zwischen 1952 und 1955 abgerissen und um 1970 durch ein Nebengebäude ersetzt. Im Erdgeschoss des Hauses befindet sich ein Restaurant. |
| Schlachtensee | Lumina-Filmtheater Schlachtensee (Lage)                                      | Breisgauer Straße 17     | 1939–1969           | Berlin-Zehlendorf Lumina-Filmtheater 1959 · Ehemaliger Standort des Lumina-Filmtheater Schlachtensee |
| Steglitz      | Adria-Filmbühne ---- Schloßpark-Lichtspiele (Lage)                           | Schloßstraße 48          | 1921–1943 seit 1952 | Das Schlossparktheater liegt mit dem „Gutshof Steglitz“ im Karree Schloßstraße 48 / Grenzburgstraße / Wulffstraße 1/5 / Wrangelstraße 2. Die Adresse des Adria ist Schloßstraße 48 (Eingang links neben dem Gutshaus Steglitz). Unter gleicher Adresse befanden sich 1921 bis 1943 die Schloßpark-Lichtspiele. Diese wurden 1921 im Schloßparktheater mit 1000 Plätzen von Paul Henckels und Hans Lebede eingerichtet. 1924 wurden Adolf Bellak aus Wilmersdorf (seit 1927 Lichterfelde) und Ernst Defries die Inhaber der Schloßpark Film- und Bühnenschau GmbH. Die Vorführungen der Schloßpark-Film- und Bühnenschau fanden an 3–4 Tagen der Woche statt, ab 1925 täglich. Das Kino bot 982/999 Plätze und hatte eine 10 m × 10 m große Bühne von 42 m² nutzbarer Fläche (8 m × 5 m). Für die Untermalung und Begleitung der Stummfilmvorstellungen wurde eine Kapelle von zehn Musikern eingetragen. Um der Tonfilmentwicklung zu folgen wurde 1931 die nötige Technik von Tobis eingebaut, es sind 1000 Plätze im Kino-Adressbuch für das Schloßpark-Tonfilmtheater verzeichnet. Die Geschäftsführer ihrer Gesellschaft sind Bellak und Defries. 1934 wird E. Bartsch geschäftsführer, 1937 ist die Schloßpark Steglitz Lichtspiele GmbH die Inhaberin mit 921 Plätzen, Geschäftsführer sind Lemke & Lautenbach & Co. Der Kinobetrieb der Schloßpark-Lichtspiele endete 1943 wegen kriegsbedingter Zerstörungen. Der Filmbetrieb ruhte bis 1952. „Nach einer Bauzeit von fünfeinhalb Monaten ist rechtzeitig zu Saisonbeginn Berlins Adria-Filmbühne fertig geworden. Der dritte Betrieb Arthur Ludwigs, der in Steglitz bereits die Albrechtshof-Lichtspiele und in Lichterfelde-West den Gloria-Palast besitzt. Außerdem gehören Arthur Ludwig drei Lichtspielhäuser in Hameln. Ein auf sechs Säulen ruhender Vorbau, der abends wirksam indirekt erleuchtet wird, empfängt die Besucher. Foyer und Zuschauerraum, der 630 Personen fasst, zeichnen sich durch eine betont schlichte Schönheit aus. Der Gesamtenwurf stammt von Architekt Hans Bielenberg. Die technische Einrichtung und Bühnentechnik von UFA-Handel, die Euronor-Junior-Lautsprecher- und Verstärkeranlage von Klangfilm. Der vorbildlich geräumige Vorführraum ist mit den neuesten Tonbild-Projektoren AP XII der Askania-Werke, Berlin-Friedenau, ausgerüstet.“ () Der Wiederaufbau war ein Kinoflachbau mit Foyer. Für die Bühne mit 8 m ×3,7 m ×6 m gab es eine Theaterlizenz. Gespielt wurden täglich drei Vorstellungen mit der Ausstattung: tönendes Dia, Askania AP XII, Klangfilm-Eurodyn G. Die Breitwandumstellung erfolgte 1957, dabei änderte sich die Bühnengröße: 10,5 m ×2,2 m. Die Bestuhlung bestand aus 620 Kamphöner-Hochpolstersesseln. Es kam eine Spätvorstellung hinzu. Als Bild- und Tonsystem nennt das Kino-Adressbuch CinemaScope Vierkanal-Magnetton im Format 1:2,55, und Einkanal-Lichtton auf 1:2,35, sowie Vista Vision. 1960 kam eine Schwerhörigenanlage und als Projektionsmaschine eine Bauer B 14 (Lichtquelle: Xenon), Klangfilm-Verstärker, Lautsprecher Bionor. 1971 ist die Adria-Filmbühne von Inhaber Arthur Ludwig (Berlin 41, Bismarckstraße 69) mit 500 Plätzen eingetragen. 1993 hatte die Adria-Filmbühne im Besitz der Adria Filmtheater Betriebsgesellschaft mbH von Peter Sundarp und Günther Mertins 376 eingetragene Plätze. Mit der „To the movies Filmverleih- und Filmtheaterbetriebs GmbH“ aus Kleinmachnow wird das Adria im Verbund mit der Cineplex-Gruppe betrieben. Sonntags findet regelmäßig eine Matinee mit dem Dokumentarfilm Berlin, wie es war aus den 1930er Jahren statt. Der Saal wurde 1989 saniert, bei Innenraumausstattung und Foyer lag die Orientierung in den 1950er-Elementen. Das Kinogebäude wird über eine halbrunde Auffahrt mit Vorgarten erreicht, im eingeschossigen Vorbau befindet sich das Foyer mit dem quer angebauten Saalbau dahinter. Das große Foyer besitzt eine Verkaufstheke. Die Programmauswahl legt den Schwerpunkt auf amerikanische Mainstreamfilme. Das Kino besitzt 376 Plätze in 17 Reihen, die Projektion erfolgt in Digital 3D (D-Cinema 2K3D, 35 mm analog ist vorhanden) mit Ton in Dolby Digital auf eine 24 m²-Leinwand (7,5 m ×3,2 m). Die roten Sessel von Reihe 1 bis 10 sind Klappsessel, ab Reihe 11 feste Sessel mit großem Reihenabstand. Von der letzten Sitzreihe ist der Filmvorführer zu shene, der vom Saal aus den Film startet. Auf dem Fußboden gibt es im Foyer Bodenfliesen mit dem eingravierten ‚Adria‘-Schriftzug, im Saal ist der blaue Teppich mit roten ‚Adria‘-Schriftzügen versehen. Bilder des Kinobaus finden sich im Internet. |
| Steglitz      | Albrechtshof-Lichtspiele (Lage)                                              | Albrechtstraße 1a        | 1906–1967           | Seit 1906 fanden wie damals in gastronomischen Einrichtungen üblich Vorführungen von Stummfilmen auch im „Hotel Albrechtshof“ statt. 1912 eröffnete Herr Habermann in der Albrechtstraße 1a / Schlossstraße 82/83 im großen Saal im ersten Obergeschoss des Hofgebäudes vom Albrechthof die Lichtspiele mit 700 Plätzen. „Im großen Saal des Hotels ‚Albrechthof‘ eröffnete am vorigen Freitag Herr Habermann ein Kinotheater. Der Theatersaal ist elegant hergerichtet und ebenso wie die Vorräume mit rotem Teppich belegt. Die technische Einrichtung ist von Herrn Treder geleitet worden.“ () Der Albrechtshof war ein Gebäudekomplex (Hermann-Ehlers-Platz) mit Hotel, Restaurant und Theater, der 1863 von Karl Friedrich Wilhelm Albrecht erbaut und 1967 für den Steglitzer Kreisel abgerissen wurde. Die „Reform-Lichtspiele im Albrechtshof“ führten ab 1913 Max Dillon & A. Melcher. Das Kino-Adressbuch gibt dann 1917 Carl Lautenbach (Gastwirt, Hotelier) als den Inhaber der Albrechtshof-Lichtspiele. Die Anzahl der Plätze der „Reform-Lichtspiele“ mit 650 an, gespielt wurde täglich und der Programmwechsel erfolgte wöchentlich, teilweise halbwöchentlich. Die Eintrittspreise sind mit 0,40 bis 2,00 RM angegeben. Ab 1920 sind die „Albrechtshof-Lichtspiele“ mit 700 Plätzen im Besitz von Wilhelm Reimer, jedoch ist im Kino-Adressbuch 1924 wiederum Carl Lautenbach als Kinobesitzer verzeichnet. Über eine vierachsige, breite Halle gelangte der Besucher in das schmale, parallel dazu gelegene Foyer, von wo aus er über fünf Eingänge den Saal mit einer Galerie betreten konnte. Das Äußere des Gründerzeitbaus war nachts durch viele Leuchtröhren und Leuchtbuchstaben mit dem Namen „Albrechtshof-Lichtspiele“ illuminiert. „Mitte September 1924 zeigten die Albrechtshof-Lichtspiele im Vorprogramm zu einem amerikanischen Western den plastischen Film Plastigram – Der Film der dritten Dimension. Gratis verteilte Brillen verschafften den Zuschauern angeblich den Eindruck, als handle es sich auf der Leinwand nicht mehr um 'Bilder', sondern als träten Persönlichkeiten und Gegenstände in voller, plastischer Lebenserscheinung hervor.“ () 1927 lässt Lautenbach 850 Plätze und ab 1929 eine Saalkapazität für 909 Zuschauer eintragen. Die Vorführungen erfolgten täglich, es besteht eine 7 m× 7 m× 9 m große Bühne, die Kapelle zur Begleitung der Stummfilme besteht aus 12–15 Musikern, später noch 5–11. Es wurden Filmvorträge zu Stummfilmen gehalten: wie Anfang Dezember 1927 mit dem Vortragsredner Kapitän Gottfried Speckmann in einer Sonntags-Matinee um 11 Uhr für den Kulturfilm Das schaffende Amerika. 1930 ist die „Albrechtshof Lichtspiele GmbH“ als Inhaberin des Kinos angegeben. Tonfilme waren ab 1931 durch Kinoton ermöglicht. 1937 ging das Kino an die Albrechtshof-Lichtspiele Brammer & Co. mit dem Geschäftsführer Hans Brammer. Die Platzkapazität war 893…871. Ab 1939 tritt zu der „Albrechtshof-Lichtspiele Brammer & Co.“ der Berliner Kinobesitzer Hugo Lemke zu. Durch Kriegseinflüsse entstanden schwere Schäden an den Gebäuden. Nachdem 1948 der Kinosaal schlichter und ohne die ehemalige Galerie mit noch 480 Sitzplätzen hergerichtet wurde, ging der Kinobetrieb in den Nachkriegsjahren weiter. Betrieben wurde das Nachkriegskino durch „Brammer und Groth“, 1950 sind die Besitzrechte übergegangen in die „Lichtspielbetriebs-Gesellschaft Albrechtshof Steglitz mbH“ mit Artur Lehmann, Hans Brammer und Hans Moldmann als Registrant. Ausstattung waren der Ernemann-Apparat und der Klangfilm-Verstärker Eurodyn. Es gab täglich drei Vorstellungen. Ab 1952 sind 480 Plätze, als Projektor eine Askania APXII und die Theaterlizenz für die Bühne von 8 m× 3 m× 5 m eingetragen. Im Weiteren (1955) bestanden 530 Kinoplätze mit Hochpolsterklappsesseln von Kamphöner. Der Askania-Projektor ermöglichte die Wiedergabe im Bild- und Tonsystem CinemaScope Vierkanal-Magnetton im Breitwandformat 1:2,55, und in Einkanal-Lichtton auf Größenverhältnis 1:2,35. In diesem Jahr kam eine Spätvorstellung hinzu. Für 1960 ist ein (neuer) Projektor Bauer B 14 mit Xenon-Lichtquelle aufgenommen. In dieser Konstellation sind die Albrechtshof-Lichtspiele (hier vermerkt: amerikanischer Sektor, Steglitz) bis 1967 erhalten. Um Baufreiheit für den Kreisel zu erreichen wurden die Gebäude auf dem Gelände Schloß-/ Albrecht-/ Kuhligkshofstraße im Nordwesten des Bahnhofs Steglitz (ehemals der südliche Teil des Gutsdorfes Stegelitz) abgerissen. Weitere Quellen und insbesondere Bilder liegen im Internet. |
| Steglitz      | Allegro (Lage)                                                               | Bismarckstraße 69        | 1957–1985           | Das Doppelmietshaus Bismarckstraße 68 und 69 nördlich der Horst-Kohl-Straße 19 gegenüber vom Lauenburger Platz wurde mit den Nachbarhäusern im Krieg zerstört. Die Gebäudereste wurden bis 1953 abgeräumt. Auf dem Eckgrundstück 68 wurde 1954 vom Berliner Kinoarchitekten Hans Bielenberg das „Apollo“ erbaut. Ihm folgte im Jahr 1957 der Bau des „Allegro“ auf Grundstück 69. Das Doppelkino an einer Straßenkreuzung mit seinem gläsernen Verbindungsgang war ein Beispiel der funktionalen, durch Abrundungen und in Profilen eingebettete Reklameflächen aufgelockerten 1950er-Architektur. Beide Kinos wurden vom Berliner Kinoarchitekten Hans Bielenberg entworfen und für die „Arthur Ludwig-Theaterbetriebe“ erbaut. Die Allegro-Filmbühne war auf den 468 Plätzen mit Hochpolster-Klappsesseln von Kamphöner, einer Bauer B 12-Projektionsmaschine (Xenon-Licht) und Klangfilm-Verstärker, sowie die Schwerhörigenanlage ausgerüstet. Es war die Wiedergabe von CinemaScope in Einkanal-Lichtton und Vierkanal-Magnetton auf 1:2,55-Breitwand, dazu VistaVision und alle Dia-Formate möglich. Gespielt wurden 21 Vorstellungen und eine Matinee je Woche an allen sieben Tagen. 1960 erfolgte die Spezialisierung im Programm als „allegro, haus der filmkunst“. „Selten genug, daß dem besonderen, dem künstlerischen Film ein eigenes Haus zur Verfügung gestellt wird. Noch seltener, daß man ihm ein Kino extra baut. So geschah es jetzt in Berlin-Steglitz, wo die Arthur Ludwig-Theaterbetriebe in der Bismarckstraße, am Lauenburger Platz, mit dem Allegro ein ausgesprochenes Studio-Theater eröffneten. Ein niedriger, schlichter, langgestreckter Bau, den ein Übergang mit dem bereits seit langem existierenden Apollo-Filmtheater des gleichen Unternehmers verbindet — das ist das Allegro. Architekt Hans Bielenberg schuf damit für Steglitz ein wahres Schmuckstück. Durch das Foyer, das vom Kassenraum durch mehrere Stufen getrennt ist, erreichen die Besucher das Parkett, das 468 Plätze enthält. Pastellfarbene Wände lenken die Aufmerksamkeit nicht von der breiten Leinwand ab. Das Innere des Raumes ist von betonter Zweckmäßigkeit, auf übermäßige Pracht wurde verzichtet. Ein Studio-Theater ist kein Luxustheater. Die technische Einrichtung des Hauses lieferten Siemens & Halske, Abteilung Klangfilm, und die Märkische Maschinenfabrik. Bestuhlung: Heinrich Kamphöner. Akustik-Platten: Werner Genest. Bauleitung: Erhard Klöckling. Wahrer Kundendienst ist der private Parkplatz des Allegro, für den ein komplettes, eingezäuntes und mit Peitschenlampen ausgestattetes Baugrundstück verwendet wurde. Mindestens 60 Wagen der Filmkunst-Freunde können hier parken. Die Arthur Ludwig-Theaterbetriebe umfassen jetzt acht Häuser: fünf davon in Berlin (Allegro, Apollo, Adria, Heli, Albrechtshof) und drei in Hameln (Deli, Capitol, Schauburg). Schon das Allegro-Eröffnungsprogramm bot Besonderes: die Berliner Uraufführung des spanischen Films ‚Calabuig‘ (Verleih: RKO).“ () Das „Allegro“ hatte mit dem Zusatz „Haus der Filmkunst“ noch bis zum Schließtag am 28. Juli 1985 geöffnet. Anschließend wurde der Kinosaal noch als Kirchenraum weitergenutzt. Es folgte der Abriss des Kinogebäudes um 1990 – das Apollo an der Straßenecke etwas später. Danach wurde eine sechsgeschossige Wohnhausreihe mit Ladenflächen errichtet, die von der Horst-Kohl-Straße 18/19 in die Bismarck- und die Kissinger Straße reicht. Bilder zum Kino sind quellenberechtigt im Internet vorhanden. |
| Steglitz      | Apollo-Filmbühne (Lage)                                                      | Bismarckstraße 68        | 1954–1977           | Das Doppelmietshaus Bismarckstraße 68 und 69 nördlich der Horst-Kohl-Straße 19 gegenüber vom Lauenburger Platz wurde mit den Nachbarhäusern im Krieg zerstört. Die Gebäudereste wurden bis 1953 abgeräumt. Auf dem Eckgrundstück 68 wurde 1954 vom Berliner Kinoarchitekten Hans Bielenberg das „Apollo“ erbaut. „660 Sitzplätze kann das Apollo-Filmtheater in Steglitz verkaufen. Es wurde von den Arthur Ludwig-Theaterbetrieben eröffnet und kann CinemaScope-Filme vorführen. UFA-Handel lieferte Bauer B12-Maschinen. Heinrich Bielenberg war Architekt. Bestuhlung: Schröder & Henzelmann.“ () Ihm folgte im Jahr 1957 der Bau des „Allegro“ auf Grundstück 69. Das Doppelkino an einer Straßenkreuzung war mit seinem gläsernen Verbindungsgang ein Beispiel der funktionalen, durch Abrundungen und in Profilen eingebettete Reklameflächen aufgelockerten 1950er Architektur. Das Apollo wurde mit drei Vorstellungen (15:30, 18:00 und 20:30 Uhr) täglich bespielt, sowie je Woche eine Spätvorstellung. Es gab eine Theaterlizenz und außer dem Bauerprojektor (Lichtquelle: Xenon) Lautsprecher und Verstärker von Klangfilm, die Dia-Wiedergabe erfolgte mit Ton. Neben VistaVision konnten CinemaScope sowohl Einkanal-Lichtton als auch Vierkanal-Magnetton abgespielt werden für die Breitwandformate 1:2,35 und 1:2,55. Die 660 Plätze hatten Hochpolster-Klappsessel. 1960 folgte die Schwerhörigenanlage. Die Platzanzahl wurde um 1970 auf 618 gesenkt und das Apollo bestand ansonsten unverändert bis 1977. Nach dem Abriss der beiden Kinos kurz vor 1990 – zunächst das „Allegro“-Gebäude – wurde eine sechsgeschossige Wohnhauszeile mit Ladenflächen und Tiefgarage errichtet, die von der Horst-Kohl-Straße 18/19 in die Bismarck- und die Kissinger Straße reicht. „Aushängeschild und Wegweiser bei Einbruch der Dunkelheit war der hell erleuchtete Rundvorbau aus Glas mit Kassenhalle. Die gelbe Decke und grauweiße Wände des Foyers kontrastierten mit in Form eines modernen Teppichmusters aufgeteilten Fußboden. Eine mit grauem Acellastoff abgeschlossene Garderobe, der Verkaufsstand, eine Sitzbank sowie beleuchtete Spiegel mit eingebauter Kassettendecke gaben dem Raum eine gediegene Note. Der Zugang zum Zuschauerraum erfolgte für Nachzügler bei Beginn der Vorstellung durch abgedeckte Lichtschleusen. Unter Verzicht auf eine kostspielige Rangkonstruktion wurde ein von der Mitte ansteigendes Hochparkett geschaffen. Nach dem Öffnen des Hauptvorhanges lief der Acella-Stoff der Saalbespannung als Schürze und Bildvorhang weiter, so daß der Eindruck entstand, Theatersaal und Bühne seien eng verbunden. Für die Dekorationsarbeiten war Paul Döhler zuständig. Ein geräumiger Vorführraum mit den erforderlichen Nebenräumen gaben der Theaterleitung die Möglichkeit, die modernsten Maschinen (B12), Schmalfilmprojektor sowie eventuell nötige zusätzliche Einbauten vorzusehen.“ () Bilder und Fotos vom Kino liegen auf Internetquellen. |
| Steglitz      | Asta-Lichtspiele (Lage)                                                      | Thorwaldsenstraße 26     | 1914–1959           | 1914 eröffnete in der Thorwaldsenstraße ein Kinematographentheater, wenigstens ab 1919 als Thorwaldsen-Lichtspiele. Die Thorwaldsenstraße liegt an der Ortsteilgrenze zu Schöneberg (Bezirk Tempelhof) und dadurch befindet sich Haus 26 (bereits damals) gegenüber vom Auguste-Viktoria-Krankenhaus. Im Berliner Adressbuch 1920 ist E. Pagly – Lichtspiele eingetragen. Im Kino-Adressbuch sind die Thorwaldsen-Lichtspiele mit 210 Plätzen und täglichem Spielbetrieb eingetragen. Inhaber sind 1920 Hermann Hecht, 1921 Herr Wallasch, 1924 Michael Littmann, 1925 A. Schlockenkamp. Mit der Übernahme 1925 durch Frau Elisabeth Dembekj aus Charlottenburg Lindenallee 28 ändert dies den Kinonamen in Kammerlichtspiele, Julius Hoffmann wird 1927 Inhaber der (nun) Select-Lichtspiele, doch 1928 setzt sich wieder Kammer-Lichtspiele unter der Geschäftsführung von Thea Bauer durch und 1929 wird Grünthal der Besitzer bis 1932. In jenem Jahr übernimmt Frau Dr. Emma Schwarzkopf das Kino stellt mit Kinoton auf Tonfilmvorführung und benennt daraufhin die Lichtspiele in „Asta-Tonfilmkino“. Ihr Geschäftsführer ist 1932 Martin Leiplle. Der Kinoname Asta bleibt bis zur Schließung erhalten. 1933 wird Erich Mackenroth sen. der Inhaber: 1937 183 Plätze, ab 1938 176 Plätze; tägliche Vorführungen. Die umgebenden Gebäude der Thorwaldsenstraße wie auch Nr. 26 bleiben von Kriegseinflüssen nahezu unbeeinflusst. Der Kinobetrieb in den Asta-Lichtspielen wurde in den Nachkriegsjahren unbeschadet auf 200 Plätzen unter dem Inhaber Erich Bukofzer-Klein fortgesetzt. 1950 ist Herbert Nickel der Pächter, die Ausstattung für täglich zwei bis vier Vorstellungen ist ein Ernemann-I-Projektor und Klangfilm-Verstärker (Lorenz) und der Dia-Projektor. 1952 kommt noch ein Projektor Erco II hinzu bei drei täglichen Vorstellungen. 1953 wird die „Laupheimer & Co. KG“ Inhaber und deren Geschäfte führte Vorführer Heinz Berkowitz. Die Pächterin 1957/1958 war Frau Annemarie Preil mit ihr wurde die Breitwandtechnik eingeführt: Einsatz einer „Bauer B 5“ zum Vorführen von CinemaScope Einkanal-Lichtton im 1:2,35-Format an 15 Vorstellungen je Woche, eine Spätvorstellung bei einer Kapazität für 184 Zuschauer auf Flachpolsterkinosesseln. Im Jahr 1959 wird Heinz Trautermann der Inhaber der Asta-Lichtspiele und gibt noch an drei bis vier Tagen insgesamt 15 Vorstellungen. Von ihm wird das Haus jedoch 1959 geschlossen. Einige Zeit befand sich ein Versammlungsraum der Zeugen Jehovas hier, bevor eine Freikirche einzog. |
| Steglitz      | Bismarck-Lichtspiele (Lage)                                                  | Poschinger Straße 15     | 1929–1943           | Das Haus Poschingerstraße 15 gehörte zu einer Zeilenbebauung der Wilmersdofer Hochbau AG – Bismarckstraße 3/4 in die Poschingerstraße 13/15 und die Sachsenwaldstraße 8/9 im Bismarckviertel. Der Gebäudekomplex wurde 1943 (wie auch die Umgebung westlich der Bismarckstraße) zerstört und um das Jahr 1955 durch einen viergeschossige Nachkriegsbau mit Wohnungen und Gewerbe im Erdgeschoss (auf gleicher Grundfläche) ersetzt. Eingerichtet wurden die Bismarck-Lichtspiele 1929 Ecke Bismarckstraße von Fräulein Effi Engel und Frau Gisa Rachmann mit 365 Plätzen. Stummfilme wurden mit musikalischer Untermalung von einer Fünf-Mann-Kapelle vorgeführt. Das zunehmende Tonfilmangebot führte 1931 zur Klangfilm-Technik, womit in den Bismarck-Lichtspielen Tonfilmwiedergabe möglich war. Spätestens 1933 übernahm der Kinobesitzer Hugo Lemke die Bismarck-Lichtspiele. Spätestens ab 1937 wird als „Steglitzer Kinobetriebe Hugo Lemke & Co.“ firmiert. Filmvorführungen erfolgten täglich, ab 1931 sind 370 Plätze und ab 1937 362 Plätze für die Zuschauer vorhanden. Die Bühne war 12 m² groß. |
| Steglitz      | Deutsches Theater (Lage)                                                     | Albrechtstraße 132       | 1910–1929           | In der Albrecht- /Ecke Schloßstraße bestand das Deutsche Theater als Lichtspielstätte. Das Nordost-Eckhaus am Hermann-Ehlers-Platz beherbergt aktuell Ladengeschäfte im Erdgeschoss, es steht als Baudenkmal unter Denkmalschutz. 1911 eröffnete im Gebäude ein Kinematographentheater mit 126 Plätzen. Als Inhaber nennt das Kino-Adressbuch 1917 J. Hartmann. genannt. Im Berliner Adressbuch 1912 ist Julian Hartmann als Inhaber der „W. Sesselberg & Co. Nachf. Filmverleih-Institut und Kinematographen Theater“ aufgenommen. 1918 wurde es von Hugo Lemke aus Friedenau in Besitz genommen. Filmvorführungen fanden täglich statt. 1927 ist im Kino-Adressbuch die National-Film-Theater GmbH als Inhaber aufgeführt. 1928 ist Hugo Lemke Inhaber des „Deutschen Theater“ mit 180 Plätzen. |
| Steglitz      | Filmburg ---- Palast-Theater Weltstadt-Theater (Lage)                        | Schloßstraße 92          | 1910–1943           | Das Kino wurde 1910 zunächst unter dem Namen „Weltstadt-Theater“ in einem ehemaligen Tanzsaal von „Thurleys Bürgergarten“ eröffnet. Dieser lag im 1. Stock vom Hinterhaus (300 m² Grundfläche) der Schloßstraße 92. Das Kino besaß 210 (220) Plätze. Im Adressbuch 1911 bis 1915 ist im Haus 92 der Kinematographen Besitzer Arthur Oppenheim genannt. Auf ihn geht auch die Namensänderung in „Palast-Theater“ zurück. Im Berliner Adressbuch 1916 findet ich kein Hinweis auf ds Kino, 1917 (1917/5716) ist der Kaufmann Hermann Lucke unter den Mietern und 1918 ist der Theaterbesitzer Eugen Pleßner mit dem Palast-Theater aufgenommen. Das Kino-Adreßbuch nennt für 1920 neben Eigen Pleßner noch Max Victor als Teilhaber. Das Adressbuch 1923 gibt Adolf Engelke als Kinobesitzer der Palast-Lichtspiele in der Schloßstraße 92 an. Hugo Lemke (Friedenau) ist 1924 der Inhaber der Palast-Lichtspiele laut Kino-Adressbuch und im Berliner Adressbuch mit Lichtspiele in der Schloßstraße 92 aufgenommen. Nach einem Umbau durch Wilhelm Kratz (1923/1924) bekam das Kino den Namen „Filmburg“. Filmvorführungen finden täglich statt, die angegebene Anzahl der Plätze variiert: 1921 noch 220, 1924 bei Lemke 350, dann 1925 nochmals 222, und ab dem Folgejahr 410 Sitzplätze. Das Kino-Adressbuch nennt für die Filmburg 1925 die „Flug-Film GmbH“, 1926 wiederum Hugo Lemke und 1927 die National-Film-Theater GmbH. Danach ist ab 1928 wieder Hugo Lemke der Kinobesitzer und lässt die Filmburg von W. Loewié führen. Ab 1931 ist die Aufführung von Tonfilm mit Klangfilm möglich. Ab 1935 bildete Lemke die „Steglitzer Kinobetriebe H. Lemke & Co. Inh. Hugo Lemke“ und fügte die Filmburg-Lichtspiele (392 Plätze) ein. Durch Kriegsschäden muss der Kinobetrieb 1943 eingestellt werden. Nach der Darstellung im amtlichen Kartenwerk „Stadtplan von Berlin“ im Maßstab 1:4000, Blatt wurde das Kinogebäude im Gartenhaus zerstört und beräumt, später wurde die Fläche neu bebaut. Der Schaden am Vorderhaus war gering, sodass dieses um 1950 (dreigeschossig mit Ladengeschäft im Erdgeschoss) wiederhergestellt wurde. |
| Steglitz      | Flora-Lichtspiele (Lage)                                                     | Schloßstraße 10          | 1910–1966           | Die „Flora-Lichtspiele“ befanden sich auf der Schloßstraße im Eckhaus zur Treitschkestraße. Das Kino bestand bis 1966. Als das benachbarte Eckhaus 7/8 zur Markelstraße zwischen 1960 und 1963 bereits abgerissen war, folgte auch das Kinogebäude 9/10. Es wurde bis 1970 das Einkaufszentrum Schloßstraße 10 (Grundstücke: Markelstraße 62–63 / Schloßstraße 7–10 / Treitschkestraße 1–5) erbaut. Es wurde im 2008 umgebaut und mit dem Wertheim-Kaufhaus seit 2012 zum Boulevard Berlin. Als Jahr der Gründung der Flora-Lichtspiele ist 1910 genannt, als im Haus Schloßstraße 9/10 der Kaufmann Metz tätig war, das diesem gehörte (Metz & Co. Etablissement für Land-, Forstwirtschaft u. Gartenbau. Samenhandlung, Samenculturen, Baumschulen. Steglitz bei Berlin). Nach den Eintragungen im Berliner Adressbuch wurde auf dem Grundstück ausgebaut. Im Berliner Adressbuch ist explizit Robert Wiesener für Kinematograph aufgenommen. Das Kino-Adressbuch nennt 1918 Robert Wiesner als Inhaber des Flora-Kinos, es hat 200 Plätze und wird täglich bespielt, 1920 mit Teilhaber als Kopp & Wiesner. Ab 1924 besaß Hugo Lemke auch das Flora, wobei es 1927 ebenfalls (wie andere Lemke-Kinos) zur National-Film-Theater GmbH gehörte. Es war eines der Filmtheater von Hugo Lemke, das zur „Steglitzer Kinobetriebe Hugo Lemke & Co.“ gehörte. Das Platzangebot wurde leicht angepasst: ab 1925 mit 207, ab 1928 mit 208, ab 1937 mit 212 Plätzen. Das Eckhaus Schloßstraße blieb im Zweiten Weltkrieg unzerstört und in den Nachkriegsjahren wurde der Spielbetrieb weitergeführt. 1949 ist Walter Hilpmann als Inhaber genannt, doch ab 1952 wieder Hugo Lemke und Jakob Laupheimer. Die Firmierung ist „Filmtheaterbetriebe Hugo Lemke u. Co. KG“ und Walter Loewié ist der Geschäftsführer im Flora. Die Kinotechnik für zunächst 1950 täglich zwei Vorstellungen ist der Projektor Ernemann II und Verstärker Klangfilm-Europa, dazu die Dia-Projektion mit Ton. Die Intensität der Vorführungen steigt ab 1952 auf 28 und ab 1953 auf 41 Vorstellungen je Woche. Die Bestuhlung sind 212 ungepolsterte Klappsitze. Nach 1958 werden Breitwandfilme im Format 1:2,35 ermöglicht. Dazu ist ein Projektor AEG Triumphator und ein Erko IV angeschafft für Filme mit dem System CinemaScope und Einkanal-Lichtton. Das Kino wird nach Eigentumsansprüchen schließlich 1966 geschlossen. |
| Steglitz      | Globus-Palast Südende (Lage)                                                 | Borstellstraße 1         | 1927–1943           | Der Globus-Palast befand sich in Südende auf dem Grundstück Lichterfelder Straße 13 (seit 1931: Borstellstraße 1) an der Ecke zur Lange Straße (seit 1957: Liebenowzeile). Durch Änderung der Straßenführung infolge der Kriegszerstörungen – die Borstellstraße bindet seit 1957 über die Liebenowzeile an den Steglitzer Damm – liegt das vormalige Kinogrundstück auf Steglitzer Damm 76, einem Gewerbe- und Ladenflachbau. Das Grundstück Nummer 13 ist für 1926 als Garten bezeichnet, 1927 wurde das Gebäude mit dem Globus-Palast im Erdgeschoss des Kopfbaus errichtet. Der Globus-Palast bot 380 Plätze für Zuschauer bei täglichen Vorstellungen. Der Inhaber des Kinos ist nach Kino-Adressbuch der Hausbesitzer Cargher, seine Geschäft führte Fritz Porten. Im Folgejahr hat Fräulein Effi(Iffi) Engel den Globus-Palast als Inhaberin übernommen. Sie eröffnete 1929 auch die Bismarck-Lichtspiele. 1931 noch als Inhaberin genannt, wurde die Tonfilmvorführung mit Klangfilm eingeführt. 1932 übernehmen das Kino Hans und Walter Meyer als Inhaber nun unter der Adresse Borstellstraße 1. Das Kino-Adressbuch 1937 führt schließlich Georg Schibalski als Inhaber. Er gestaltete das Kino um und eröffnete mit einer Kapazität von 343 Plätzen die Globus-Lichtspiele am 1. April 1935 neu. Zeitweise waren Rütthard und Rudzki seine Teilhaber. Im August 1943 wurde Südende nahezu vollständig durch Bomben zerstört. Das Kinogebäude wurde am 24. August 1943 getroffen, wodurch die Vorstellungen endeten. Die Ruinen wurden um 1950 beräumt. Außer einzelnen Ausbauten in der Umgebung erfolgte die Neubebauung erst 1960, wobei die Straßenführung geändert wurde. Das 1960 errichtete Wohnhaus Borstellstraße 1/3 liegt dadurch auf dem Grundstück Liebenowzeile 2. Das Grundstück des Globus-Palastes wurde zur Grundstücksfläche Borstellstraße 2/Liebenowzeile 1 / Steglitzer Damm 76 und wurde um 1970 mit dem Flachbau für das Postamt 414 besetzt. Das Postamt zog um, der Flachbau wird als Ladengeschäft (2008 durch Video World) genutzt. |
| Steglitz      | Häsi-Lichtspiele ---- Regina-Lichtspiele (Lage)                              | Steglitzer Damm 23       | 1931–1962           | 1931 eröffneten die „Regina-Lichtspiele“ in der Mariendorfer Straße 46 in Steglitz (siehe dazu Bismarck-Lichtspiele). Das Haus 46 Ecke Worpsweder Straße gehörte zu einer Siedlung der Wilmersdorfer Hochbau Akt.-Ges. mit ihrem Sitz in Nr. 42. Das viergeschossige Haus 46 hatte im Erdgeschoss an der Ecke links neben dem Eingang seine Räume, die oberen Stockwerke waren Wohnungen. Der Inhaber und Gründer des Kinos war Paul Schultze, dessen Geschäft im Regina-Palast wurden von Adolf Salge geführt. Die Kinotechnik ist von Beginn an für Tonfilme von Klangfilm ausgerüstet. Das Theater besaß 252 Plätze und eine 25 m² große Bühne. Es wurden täglich Vorstellungen gegeben. Bei den Luftangriffen wurden anschließende und gegenüberliegende Häuser der Worpsweder Straße zerstört und um 1950 die Grundstücke beräumt. Mariendorfer Straße 43–46 und Worpsweder Straße 19 und 21 blieben erhalten. So wurde der Kinobetrieb nach kurzer Unterbrechung in den Nachkriegsjahren weitergeführt. Die Regina-Lichtspiele verblieben in den Räumen zur Worpsweder Straße entlang, im Adressbuch weiterhin mit 250 Plätzen aufgenommen. Max Vatter ist 1950 der Inhaber des Kinos und wählte den neuen Namen „Häsi-Lichtspiele“ mit 254 Plätzen. Die Mariendorfer Straße und die östlich fortsetzende Steglitzer Straße wurden 1957 in Steglitzer Damm umbenannt, die Kinoadresse änderte sich zu Steglitzer Damm 23. Ab 1958 wurde wie anderswo Breitwandtechnik für das Bild- und Tonsystem CinemaScope Einkanal-Lichtton im Bildformat 1:2,35. Neben den Klangfilmverstärkern gb es einen Projektor Erko IV und Dia-Einspielung mit Ton. Gespielt wurden 17 Vorstellungen und eine Matinee- und eine Spätvorstellung. Die vorhandenen 249 Plätze waren Flach- und Hochpolsterklappsessel von Kamphöner und Bähre, sowie (wohl teilweise) von Schröder & Henzelmann. Max Vatter beendete den Betrieb der Lichtspiele 1962. Das ehemalige Kino wurde in ein Ladengeschäft umgewandelt. |
| Steglitz      | Kammerspiele ---- Lichtspielhaus Südende (Lage)                              | Sembritzkistraße 7       | 1919–1943           | Unter dem Namen „Südender Lichtspiele“ (1) gab es ein Kinematographentheater in der Potsdamer Straße 22 (seit 1933: Benzmannstraße 31) frühestens ab 1911. 1919 eröffnete das „Südende-Lichtspielhaus“ (2) in der Lichterfelder Straße 21 (seit 1957: Sembritzkistraße 5). 1) Das Grundstück Potsdamer Straße 22 (seit 1933: Benzmannstraße 31) von Südende gehörte vor der Bildung von Groß-Berlin (politisch) zu Steglitz, während die Gemarkung Südende eine Ortslage zu Mariendorf (Kreis Teltow) war. Noch 1910 ist das Grundstück Potsdamer Straße 22 als Bauland 16–18 ausgewiesen und als 17 nummeriert. 1911 ist das Wohnhausensemble Potsdamer Straße 22 und 23 mit seinen neun Aufgängen im Eigentum von Architekt Raubert (aus Nr. 23) aufgebaut und teilweise bereits vermietet worden. So hatte das Kinematographentheater frühestens ab 1911 bestanden. Im Besitz der Häuser 22 und 23 wurde der bauende Architekt durch Direktor Küsel, ab 1915 die verwitwete Frau Direktor G. Küsel abgelöst. Im Kino-Adressbuch ist noch 1921 das Kino „Südender Lichtspiele“ mit 170 Plätzen und täglichen Vorstellungen bezeichnet. In folgenden Kinoadressbüchern ist kein Kino an dieser Adresse benannt. Inhaber ab 1918 war Heinrich Ziegenspeck aus der Fregestraße 49. Der Kinobetrieb wurde (wohl) im Jahr 1921 eingestellt. Als die Straße 1933 umbenannt wurde ergab sich eine Änderung der Adressdaten der Aufgänge der Potsdamer Straße 22 zu Benzmannstraße 31–31c. Bei den alliierten Luftangriffen auf Südende wurden auch die Wohnhäuser der Benzmannstraße zerstört, insbesondere das vormalige Gebäude mit dem Kino. Beräumt wurden die Ruinen spätestens 1959 und 1962 erfolgte eine lockere Neubebauung (Quartier Liebenowzeile). Das achtgeschossige Wohnhaus Benzmannstraße 31 liegt ungefähr über der Kinogrundfläche. 2) 1919 eröffneten die „Südender Lichtspiele“ in der Lichterfelder Straße 21 am westlichen Rand von Südende, das damals zu Mariendorf gehörte. Inhaber des „Lichtspielhauses Südende“ war mindestens ab 1924 die „Steglitzer Metropol-Lichtbildbühne GmbH“ mit Geschäftsführer Max Victor. Das Kino bot 200 Plätze und wurde täglich mit zwei Wechseln des Programms (dienstags und freitags) bespielt. 1928 wurde Walter Krüger der Inhaber. Im November 1927 entzündete sich ein Film im Projektorraum und das Lichtspielhaus Südende wurde gestört, doch bis Ende des Jahres wurde das Kino mit erneuerter Ausstattung wieder eröffnet. Als Karl Bornemann die Film-Spielstätte im Jahre 1933 übernahm erweiterte er die Anzahl der Plätze auf 330 und änderte den Namen seines Kino in „Kammerlichtspiele“. Bis 1937 wurde Georg Schibalski, der bereits Kinos besaß, der Inhaber der „Kammerspiele“ – nun Doellestraße 73/74. 1938 kurzzeitig Georg Schibalski, Rütthard und Rudzki. Das Kino blieb im Besitz von Schibalski, bis der Betrieb eingestellt werden musste. Im August 1943 wurde Südende nahezu vollständig durch Bomben zerstört. Dadurch war der weitere Betrieb nicht mehr möglich. Am 18. September 1934 war die Lichtenrader Straße in Doellestraße umbenannt worden und das Kinogrundstück zu Doellestraße 72/74. Am 31. Juli 1947 erfolgte die Umbenennung in Priesterweg 72/74. Im Zusammenhang mit der Bebauung der kriegszerstörten Flächen in Südende mit Wohngebäuden in grüner Umgebung erfolgte die erneute Straßenumbenennung in Sembritzkistraße, der vierteilig viergeschossige Wohnblock auf der Grundfläche des vormaligen Kinos erhielt die Adresse Sembritzkistraße 1–7. |
| Steglitz      | Laterna-Filmtheater (Lage)                                                   | Kieler Straße 7          | 1948–1962           | Das Laterna-Filmtheater eröffnete 1948 in der Trägerschaft der Laterna Filmtheater GmbH mit Geschäftsführer Helmut Galling. Das Kino hatte 400 (389) Plätze und eine Bühne von 6 m × 2 m × 4 m Größe für die eine Theaterlizenz bestand. Anfangs wurden täglich zwei Vorstellungen gegeben, ab 1952 21 Wochenvorstellungen (drei Vorstellungen täglich) und 1957 kamen Spät- und Matiné-Vorstellung hinzu, Matinee als Jugendvorstellung, ab 1960 zwei Spätvorstellungen. Beim Kinostart war ein Ernemann VII B-Projektor und der Verstärker 2 Kine aufgebaut mit zusätzlich einer Dia-Projektion. Ab 1952 sind eine Bauer B 6 und Klangfilm-Verstärker (Klangfilm-Europa) und Dia mit Ton installiert. Als Inhaber ist 1952 bis 1956 Friedrich Rust mit seinem Geschäftsführer Helmut Galling benannt und 1957 übernahm Sophie Rust den Kinobesitz und blieb Inhaberin bis zum Betriebsende 1962. 1957 wurde noch die Breitwandvorführung mit Bild- und Tonsystem CinemaScope Einkanal-Lichtton auf 1:2,35 aufgerüstet, zudem auch 1:1,85. Die 389 Kinosessel von Kamphöner waren teils Hochpolster und teils Halbpolster. Das Wohnhaus Kieler Straße 7 befand sich zwischen Düppelstraße und der Bahnstrecke (Wannseebahn). 1948 wurde ein Flachbau hergerichtet, der als Kino eingerichtet wurde. In Vorbereitung des Baus der Autobahn A 103 wurden die Bauten zwischen Düppelstraße und Bahn abgerissen um Baufreiheit zu erreichen. Diesem Abriss fiel auch das Laterna-Filmtheater zum Opfer. Dadurch befindet sich das vormalige Grundstück seit 1965 im Bereich der beiden Fahrbahnen. |
| Steglitz      | Lida-Lichtspiele (Lage)                                                      | Breitenbachplatz 21      | 1933–1965           | Der Breitenbachplatz liegt zwischen Wilmersdorf, Dahlem und Steglitz, das Grundstück 21 gehört zu Steglitz (südliche Bebauung). 1933 eröffneten in einem viergeschossigen Wohnneubau im Erdgeschoss von Architekt Ferdinand Radzig die „Lida-Lichtspiele“. Der Name war gebildet aus Lichtspiele Dahlem mit der damaligen Adresse Schorlemerallee 2/4 (am Südwestausgang des Breitenbachplatzes). Das Kino gehörte der „Polygon“ Lichtspielbetriebe GmbH, geführt von W. Schönstedt, ab 1936 firmiert als „Polygon-Lichtspiel-Betriebe Schönstedt & Co.“. Im Kino mit 338 Plätzen wurde täglich gespielt, es bestand eine mechanische-Musik-Einrichtung, die Ausrüstung von Klangfilm ließ die Vorführung von Tonfilmen zu. Das Gebäude blieb in den Kriegsjahren erhalten. Der Kinobetrieb wurde so mit kurzer Unterbrechung in den Nachkriegsjahren weitergeführt. Die Besitzrechte lagen in der Treuhandverwaltung von H. Männecke, die Geschäfte im Kino mit 322 Plätze führte W. W. Schulz. 1950 gingen sie wieder an den „Polygon-Lichtspiel-Betrieb Schönstedt & Co. KG“ (bis 1953) in Treuhandverwaltung von Willy Schönstedt mit Geschäftsführer E. Sittner. Für die täglich drei Vorstellungen stand eine Ernemann II, Klangfolm-Verstärker und der Dia-Projektor (tönende Dias) zur Verfügung. Ab 1957 kamen die Spät- und die Matinee-Vorstellung hinzu. Die 342 Plätze hatten von Kamphöner Hochpolsterklappsessel. Der Hinweis auf die Möglichkeit der Vorführung von Breitwandfilmen ist im Kino-Adressbuch erst 1961 erkennbar (SuperScope Einkanal-Lichtton), noch mit der Ernemann II und Klangfilm-Tontechnik. Mit der allgemeinen Entwicklung der Zuschauerzahlen musste das Kino 1965 schließen. In das leerstehende Erdgeschoss zog das Haushaltswarengeschäft Weger ein. „Das Kino am Breitenbachplatz hieß richtig ‚Lida‘, was für ‚Lichtspielhaus Dahlem‘ stand. Der Kassenraum war genau dort, wo heute das Haushaltswarengeschäft Weger ist. Man kann in dem Laden noch eine typische 1950er-Säule sehen, die ein bisschen an die alte Kinoherrlichkeit erinnert. Aus dem eigentlichen Kinosaal wurde wohl zuerst eine Bankfiliale, jetzt ist eine Arztpraxis (Orthopädie) in den Räumen untergebracht.“ (). Das Haus am Breitenbachplatz steht unter Denkmalschutz. |
| Steglitz      | Metropol-Theater (Lage)                                                      | Schloßstraße 31          | 1907–1922           | Ab 1907 spielte das „Metropol-Lichtbild-Theater“ in der Schlossstraße 31, somit ist es wohl das erste feste Lichtspieltheater in Steglitz. Das Wohn- und Geschäftshaus Schloßstraße 31 / Miquelstraße 32 (letzteres seit 1929 Muthesiustraße 1) ist im Adressbuch 1906 als Neubau von Hausbesitzer Paul Gustke aufgenommen, der schon zuvor auf dem Grundstück ein Mietshaus besaß. Das Gebäude wurde 1904–1905 im Auftrag von Kaufmann Paul Gustke nach Entwürfen der Architekten Patzrek und von Januszkiewicz durch den Baumeister Fritz Pomplun errichtet. Es steht unter Denkmalschutz. Im Erdgeschoss des Hauses befinden sich Ladengeschäfte (Stand 2016) 1907 betreibt der Kinematographenbesitzer Gustav Klunter sein Gewerbe in der Schloßstraße 31. Ihm folgte als Besitzer des Kinematographen Fritz Elsner mit dem Kinematographentheater, der noch in den beiden Folgejahren Besitzer und Betreiber war. Für das Jahr 1912 war die „Metropol-Kino GmbH“ mit ihrem Sitz eine von zwölf Mietern, 1913 bis 1915 betrieb Elsner in der Schloßstraße 31 einen Filmverleih am Standort seines Kinematographen. 1916 kamen die Makler Charlet & Schulze in den Besitz der Nachbarhäuser Schloßstraße 31 und Miquelstraße 32, Elsner zog mit dem Filmverleih in die Miquelstraße 32 um. In der Schloßstraße 31 wohnte der Theaterbesitzer Eugen Pleßner (Firma Palast-Theater Eugen Pleßner in der Schloßstraße 92). Aus dem Adressbuch 1920 ergibt sich, dass in der Schloßstraße 31 der Inhaber des Palast-Theaters (Schloßstraße 92) Eugen Pleßner wohnt, der Betreiber des Metropol-Lichtbild-Theaters Kaufmann Georg Müller wohnt in der Miquelstraße 29/30. Im Haus an der Ecke Miquelstraße wohnt Kinobesitzer Fritz Elsner mit Filmverleih. Im Kino-Adressbuch 1918 ist Kaufmann Georg Müller (Miquelstraße 30) als Inhaber eingetragen, nach seinen Angaben im Kino-Adressbuch hatte er das Metropol-Lichtbild-Theater 1912 übernommen. In den folgenden Kino-Adressbüchern gibt er 1907 als Gründungsjahr an. Das Kinematographentheater besaß 200 Plätze und es wurden an jedem Tag der Woche Filme vorgeführt. Im Besitz von Müller wurde der Kinobetrieb 1922 eingestellt. Der Name „Metropol“ ging nach 1922 von der Schloßstraße Hugo Lemke dem Inhaber der Firma „Steglitzer Metropol-Lichtbühne GmbH“. |
| Steglitz      | Palast-Theater (Am Stadtpark) ---- P.-T.-Lichtspiele (Lage)                  | Albrechtstraße 91        | 1911–1943           | 1911 eröffneten die „P.T. Lichtspiele“ mit 230 Plätzen im Neubau (Eigentümer Tischlermeister Willard) Albrechtstraße 91 am Steglitzer Stadtpark. Die Kürzung geht auf „Palast-Theater“ zurück, ein Name den es in Steglitz schon gab. Das Kinematographentheater war mindestens bis 1915 im Besitz von Arthur Oppenheim. 1917 war Friedrich Simon der Inhaber der P.T.-Lichtspiele, das Kino hatte 198 Plätze (nach 1918 mit 230 angegeben), gespielt wurde täglich mit Programmwechsel am Dienstag und Freitag. Die Kinobühne war mit 4,5 m × 2 m vorhanden. Die damaligen Eintrittspreise lagen bei 40–85 Pfennig. Zur akustischen Untermalung der Stummfilme wurden zwei Musiker beschäftigt. Seine Wohnung hatte der Inhaber in der Heesestraße 18. Als der Name des Kinos in der Schloßstraße 92 in „Filmburg“ geändert wurde, nutzte das Simon für sein Kino als „Palast-Theater“ (mitunter Zusatz ‚Am Stadtpark‘). Im Kino-Adressbuch gibt Simon als Jahr der Gründung 1912 an. Ab 1931 wurde die Vorführung von Tonfilmen möglich. Kinoinhaber im Laufe von 1934 war Hans Winter. Er wurde von Paul Schultze als Besitzer abgelöst, der das Palast-Theater bis zur Zerstörung und Schließung besaß. Die Gebäude auf den Grundstücken Ringstraße (ab 1960 Lauenburger Straße) bis Albrechtstraße 92 wurden 1943 bei Luftangriffen zerstört. Deren Ruinen wurden bis 1950 als Gebäudereste beräumt. Diese unbebauten Grundstücke Albrechtstraße 88–91 (mit dem vormaligen Kinostandort) waren ab 1955 zur Nutzung der anliegenden Schulen bereitgestellt. Aktuell ist auf 80 Meter Straßenfront den ehemaligen Kinostandort einschließend ein Sportplatz angelegt. Bereits seit den 1920er Jahren befanden sich hinter den Grundstücken der Albrechtstraße Schulen. |
| Steglitz      | Park-Lichtspiele (Lage)                                                      | Albrechtstraße 49        | 1930–1968           | 1929/1930 wurde das Kino „Park-Lichtspiele“ in Berlin-Steglitz in der Albrechtstraße 48–49 nach Plänen des Architekten Hans Sigmund Jaretzki errichtet und am 5. Februar 1930 eröffnet. Im Zweiten Weltkrieg blieb der Kinobau unbeschädigt. Das Gebäude Albrechtstraße 48 und die benachbarten Wohnhäuser Hermesweg 1 und 3 wurden zerstört. Das Kino Albrechtstraße 49 wurde hergerichtet und konnte nach Unterbrechung den Spielbetrieb wieder aufnehmen. 1950 übernahm die Universum Film AG das Haus und betrieb es bis 1959. 1956 folgte der Aufbau der benachbarten Wohnhäuser zum Hermesweg und Albrechtstraße 50. Durch Gerhard Fritsche folgte 1959 ein Umbau des Saals, wobei die Anzahl der Sitzplätze auf 780 reduziert wurde. Nach der Ufa wurden die Arthur Ludwig-Theaterbetriebe Inhaber der Lichtspiele. 1968 schlossen die Park-Lichtspiele und in die Kinoräume zog ein Supermarkt ein, wobei das Interieur gänzlich verändert wurde. Nach mehreren Discountern wurden seit den 2000er Jahren die Räume von einem Elektromarkt genutzt. In den 2020er Jahren wich das Gebäude einem Wohnhauskomplex, der sich bis zur Hausnummer 50 erstreckt. Seit der Eröffnung der Park-Lichtspiele mit 1000 Sitzplätzen war die Vorführung von Tonfilmen mit Kinotechnik von Tobis möglich. Inhaber war mit der Eröffnung die „Park-Lichtspiele GmbH“. Geschäftsführer war Ernst Jäger. Gespielt wurde täglich. Es gab eine Bühne von 12 m × 8 m. 1932 übernahmen Iffi Engel und Frau Gisa Rachmann, die bereits im Kinogeschäft (vergleiche auch Globus-Palast) tätig waren, die Palast-Lichtspiele GmbH. Ihnen folgte für 1933 und 1934 in den Besitzrechten – wie im Kino-Adressbuch eingetragen – die „Kino Waren GmbH“. Im Berliner Adressbuch 1936 ist das Grundstück 49 (wie auch 48) im Besitz der „Industria (Treuhand) Verwaltungs Akt. Ges.“ (W 62, Budapester Straße 5) und wird von der Bayerischen Hypotheken- und Wechselbank verwaltet. Einziger Grundstücksnutzer sind die Park-Lichtspiele. In weiteren Adressbüchern lautet der Eintrag „Eigentümer ungenannt“, als Nutzer Garagen und Park-Lichtspiele. Für das Jahr 1937 nennt das Kino-Adressbuch als Inhaber Hans Brammer, die „Albrechtshof-Lichtspiele Brammer & Co.“ Das Kino ist im weiteren mit 943 Plätzen ausgelegt. Das Adressbuch von 1943 nennt für die Park-Lichtspiele (sowie die Garagen) das Grundstück 49, Sie sind im Gewerbeteil genannt. Im Einwohnerteil ist Hans Brammer nicht, wohl aber die Albrechtshof Lichtspiele Brammer & Co., von denen die Parklichtspiele betrieben werden. Ab 1949 spätestens waren die Park-Lichtspiele in Betrieb, wohl zunächst unter der Lizenz bevor die Universum-Film AG (Herr Feldes, Berlin-Tempelhof, Viktoriastraße 13–18) mit Theaterleiter Kurt Mercker als Geschäftsführer als Inhaber eingetragen ist. Mit 942 Plätzen wurden im Kino täglich zwei Vorstellungen gegeben. Die Filmtechnik war Zeiss-Ikon-Projektor, Klangfilm-Verstärker und Dia mit Ton. Die Theater- und Opernlizenz bestand weiterhin. 1955 sind zwei Ernemann VII B (Lichtquelle: Becklicht) und für den Ton Klangfilm Europa Junior angesetzt. Zudem kamen jede Woche vier Vorstellungen hinzu. Im Laufe des Jahres 1956 wird der Verstärker von Quante angeschafft, wodurch das Breitwand-System mit Lichtton möglich war. Die Breitwand der Art Ideal II in der Abmessung 8,5 m × 4,6 m ließ Filme im Format 1:1.85 zu. Zudem wurde die Anzahl der Vorstellungen auf 21 erhöht. 1961 sind es 23 Vorstellungen als die Arthur Ludwig-Theaterbetriebe das Kino übernehmen. Es gibt donnerstags einen FK-Tag. Bei der Übernahme wurde die Kinotechnik ergänzt und erneuert: Projektionsapparat Bauer B 14, Verstärker Klangfilm, Lautsprecher Bionor, Dia-N. In Breitwandtechnik Vista-Vision sind Licht- und Magnetton möglich und die Breitwandformate 1:1,85 und 1:2,55. 1968 wurde der Kinobetrieb eingestellt. In Internetquellen finden sich Bilder vom Kino. |
| Steglitz      | Schlossparkkino (Lage)                                                       | Schloßstraße 48          | 1921–1943           | Das Schlossparkkino in der Schloßstraße 48 wurde 1921 eröffnet und bei Luftangriffen 1943 zerstört. Der Wiederaufbau und Neueröffnung erfolgte 1952 als Adria-Filmbühne. Die weiterführenden Angaben sind an dieser Stelle in der Liste zusammengefasst. |
| Steglitz      | Titania (Lage)                                                               | Gutsmuthsstraße 28       | seit 1928           | Als 1908 ein Rummelplatz am Nordende der Schloßstraße auf dem Marktplatz zwischen Friedenau (zu Schöneberg) und Steglitz stattfand, gab es am Ort zeitweise ein ambulantes Kino. 1927 erwarb die Grundstücks-Theater-Betriebsgenossenschaft für die National-Film AG ein Grundstück am Rand von Friedenau an der Schloßstraße (Ecke Gutsmuthsstraße 28). Nach Entwürfen der Architekten Schöffler, Schloenbach und Jacobi wird das Großkino mit 1924 Plätzen in 30 Monaten erbaut. Eröffnet wurde am 26. Januar 1928 mit einer Festvorstellung. Die Stars des Eröffnungsfilms Der Sprung ins Glück, ein Stummfilm mit Carmen Boni und der in Steglitz lebende Hans Junkermann, sowie Martha Sonja, Otto Gebühr und Hans Brausewetter waren anwesend. Das Gebäude wurde in der Liste der Baudenkmale eingetragen. Die Außenfassade ist originalgetreu erhalten geblieben, mit dem Cineplex-Kinocenter wurde zum ursprünglichen Saal stark verändert. Außer dem Kinoprogramm gab es regelmäßig Theater und Konzerte im Saal. Inhaber des Titania-Palastes war die National-Film-Theater GmbH mit Sitz in SW 48, Friedrichstraße 10. Gespielt wurde täglich, die Kapazität war für 1900 Zuschauer angegeben, die Tonfilmtechnik kam von Klangfilm. Am 29. Oktober 1929 wurde mit dem Film The Singing Fool der erste Tonfilm gespielt, bis dahin erfolgte die musikalische Untermalung durch das 50–60 Mann starke Kino-Orchester. „Die Leitung des Titania-Palastes schwenkt […] schon früh auf die neue, nationalsozialistische Linie ein […] Am Volkstrauertag 1933, dem 12. März, findet im Titania-Palast eine große, vom Volksbund Deutsche Kriegsgräberfürsorge veranstaltete statt, die in ihrem an einen Toten-Kult erinnernden Stil ganz im Sinne des Nazi-Ideologie entspricht.“ Das Grundstück wurde an die Tolirag (Ton-Lichtbild-Reklame AG) verkauft, die wiederum die Hälfte an Hugo Lemke, die Titania-Palast-Gesellschaft weitergab. Das Großkino war mit 1915 Zuschauerplätzen und täglichen Vorstellungen, die Bühne mit 123 m² benannt. In den Berliner Adressbüchern ist die Gutsmuthsstraße 27/28 der Schloßstraße 4 zugeordnet, die Gemarkungsgrenze rückte von der Nordseite Mommsenstraße an die Südbebauung der Gutsmuthsstraße und der Titaniapalast lag Anfang der 1930er Jahre in Friedenau (Verwaltungsbezirk Schöneberg) und wurde mit der Bezirksreform 1938 zu Steglitz zugeordnet. Noch 1944 wurde der Titania-Palast neben weiteren Lichtspielhäusern zu Gunsten der UFA enteignet. Der Titania-Palast blieb im Krieg unzerstört, und schon im Mai 1945 spielten die Berliner Philharmoniker im Haus. Die Rolle der UFA im NS-System führte dazu, dass unter Besatzungsstatus Filmtheater im Amerikanischen Sektor unter die Verwaltung der „USA Finance & Property Control“ (Sitz in Tempelhof, Viktoriastraße 15–18) kamen, die im August 1948 das beschlagnahmte Haus wieder deutscher Nutzung übergaben. Lemke bekam sein Eigentum zurück und verpachtete an den Senat. 1949 wurde der Saal zur Verbesserung der Akustik durchgreifend umgebaut, im September 1949 wurde er als Konzertsaal wiedereröffnet. 1951 kam die Berlinale in den Titania-Palast. 1953 folgte ein weiterer Umbau: Auf dem Nachbargrundstück wurde ein Bühnenhaus errichtet, die Bühne wurde vergrößert und die alte Kuppel an der Decke des Zuschauerraumes entfernt und die Vorführung mit Cinemascope ausgestattet. Die Pacht des Senats endete 1954, und ein Kauf kam nicht zustande, da die Pläne für den Aufbau des Opernhauses bereits standen. Der Titania-Palast blieb bis in die 1960er Jahre Veranstaltungsort für Konzerte, Theateraufführungen und Filmprogramme, es bestand die Opern- und Theaterlizenz für die Bühne 11 m × 14,5 m × 20 m große Bühne. Inhaberin war die „Titania-Palast-Ges. Hugo Lemke“. Die Filmtechnik für CinemaScope waren die Bauer B 12, 4-Kanal-Verstärker Eurodyn und tönendes Dia in allen Formaten, Leinwand ist eine 5,8 m × 13,8 m große Breitwand MMS (Bild- und Tonsystem Einkanal-Lichtton und Vierkanal-Magnetton auf 1:2,35 und 1:2,55). Möglich sind CinemaScope, Cinerama, Cinemiracle, Todd-AO, 1962 folgte die Philips-70mm-Anlage; der erste Film in 70mm war Spartacus von Kubrick in Super Technirama. Wöchentlich gab es 16 Filmvorstellungen für die 1866 Zuschauerplätze, die Bestuhlung waren Polstersitze von Otto & Zimmermann. 1956 wurde Erich Hoffmann (Tegel, Bahnhofstraße 1) der Geschäftsführer. Als sich die finanzielle Situation mit der neuerbauten Oper und der Philharmonie verschlechterte, sollte 1963 das Berliner Operetten Theater entstehen. Es folgte ein erneuter Umbau: der Saal wurde um 400 Plätze verkleinert, die Bühne vergrößert, das Foyer verändert. Im alten Foyer und der zweiten Kassenhalle richtete die BEWAG eine Geschäftsstelle ein. 1965 wurde das Operettenprogramm eingestellt, das Gebäude an Karl-Heinz Krüger-Quiring verkauft, der die Flora an den Karstadt-Konzern für ein Warenhaus verlor. Quiring verkaufte im Juni 1965 an den Otto-Versand weiter, der es für sein Warenhaus abreißen wollte. So endete der Kinobetrieb vorerst am 13. Dezember 1965 mit dem 1958 teilweise im Titania-Palast gedrehten Film Das gab’s nur einmal. Durch den Mietvertrag der Bewag bis 1983 blieb das Traditionshaus vom Abriss verschont. Mit dem Verkauf an die Aktiengesellschaft für Haus- und Grundbesitz 1967 wurde das Haus in Geschosse aufgeteilt, das Innere entkernt und mehrere Läden eingerichtet, der Saal des Titania wurde durch die Anpassung für Einzelhandelsgeschäfte zerstört. Es blieben im Obergeschoss einige Sitzreihen des ehemaligen Rang für ein zukünftiges Kino erhalten. Statt eines neuen Lichtspielhauses nutzten 1972 bis 1994 die städtischen Bühnen das Haus als Probebühne. Das Haus mit Ausnahme der Läden im Erdgeschoss und der äußeren Leuchtwerbung wurde 1984 unter Denkmalschutz gestellt. Mit der Schließung der Probebühne begann der Umbau zum Multiplex mit fünf Kinosälen (Saal 1 bis 5), die am 24. Mai 1995 eröffnet wurden. Mitte August 2007 wurden zwei weitere Säle gegenüber Saal 2 und 3 im 'Titania Palast' eröffnet. Die Betreibergesellschaft „To the Movies“ (Filmverleih- und Filmtheaterbetriebs GmbH Klein-Machnow) der Geschäftsführer Günther Mertins und Peter Sundarp änderte 2008 den Traditionsnamen in „CINEPLEX-Titania“. Der letzte Umbau fand 2013 bei laufendem Betrieb statt. „Seit der Renovierung 2014 zeigen sich die sieben Säle des Multiplex-Kinos in individueller Ausstattung und mit mehr als 1200 Sitzplätzen.“ Die Adresse ist Schloßstraße 4/5, 12163 Berlin-Steglitz, der Eingang liegt in der Gutsmuthsstraße 28, so weist eine Inschrift an der Wand und ein Pfeil zum Eingang. Die Projektion in den Sälen erfolgt digital, außer Saal 4 und 5 in 3D-digital (D-Cinema 2K3D), und Saal 2 bietet zudem HFR. In allen Sälen gibt es Dolby Digital 7.1. Behindertengerecht ist lediglich Saal 1. Die 1222 Plätze im Cineplex verteilen sich auf die sieben Säle - Saal 1: 396 Plätze, Bildwand: 15,5 m × 6,6 m - Saal 2: 209 Plätze, Bildwand: 09,3 m × 4,2 m - Saal 3: 210 Plätze, Bildwand: 09,3 m × 4,2 m - Saal 4: 085 Plätze, Bildwand: 06,3 m × 3,4 m - Saal 5: 103 Plätze, Bildwand: 07,8 m × 3,8 m - Saal 6: 105 Plätze, Bildwand: 06,6 m × 3,3 m - Saal 7: 114 Plätze, Bildwand: 07,6 m × 3,3 m. An die Theatertradition des Titania knüpfen Live-Übertragungen von Opern-, Theater- und Ballettaufführungen etwa aus dem Moskauer Bolschoi-Theater oder dem Royal Opera House in London. Weitere Bildergalerie unter dem folgenden Nachweis. |
| Steglitz      | Wrangel-Lichtspiele (Lage)                                                   | Schloßstraße 48          | 1934–1945           | Die Wrangel-Lichtspiele eröffneten 1934 in der Schloßstraße 48 /Ecke Wrangelstraße, dem Gelände des ehemaligen Gutshauses Steglitz. Inhaber war die „Schloßpark Steglitz Lichtspiele GmbH“, die vom Kinobesitzer Hugo Lemke und Lautenbach betrieben wurde. Das Kino hatte 456 Plätze und es wurde täglich gespielt. Der Lichtspielbetrieb endete als im Gebäude der Wrangel-Lichtspielen im November 1945 der Theaterintendant Boleslaw Barlog einzog. Er eröffnete hier das Schloßpark-Theater, nachdem er 1933 diese Position in der Volksbühne verloren hatte. Das Theater steht unter Denkmalschutz. Die Schloßpark-Lichtspiele haben die gleiche Adresse befinden sich jedoch in einem anderen Gebäudeteil, von der Schloßstraße gesehen links. |
| Wannsee       | Wannsee-Lichtspiele (Lage)                                                   | Königstraße 49           | 1946–1968           | Die Wannsee-Lichtspiele wurden 1946 in der Königstraße 49 eröffnet, wie in anderen Außenbezirken zogen die Kultureinrichtungen Berlins wegen der Innestadtzerstörungen unmittelbar nach Kriegsende in geeignete Räumlichkeiten. Das Kino von Inhaber Siegfried Wagner aus Berlin-Schlachtensee bot 333 Zuschauern Platz. Es gab täglich zwei Vorstellungen und wöchentlich zwei weitere. Das Kino hatte eine Bühne von 8,5 m × 5 m × 6,5 m. Es gab die zwei Projektoren Bauer B 8 und Erko IV und eine Dia-Projektion. 1953 wird Elisabeth Zeller Inhaberin der Wannsee-Lichtspiele. Das Kino galt bis 1961 als Grenzkino. „Die Wannsee-Lichtspiele in Berlin, die bisher Frau Zeller gehörten, wurden am 1. April 1954 von Frau Soliman, der Inhaberin der Zinnowwald-Lichtspiele, übernommen. Diese erkannte sämtliche von ihrer Vorgängerin abgeschlossenen, aber noch nicht abgespielten Filme an. Alle Verleihforderungen werden beglichen.“ () Mit der Übernahme durch Hamida Soliman werden zur Filmvorführung zwei Projektionsmaschinen Ernemann VII B beschafft. Für die nun 360 Plätze gab es teilweise Hochpolsterkinosessel von Schröder & Henzelmann, teilweise Flachpolstersessel. Mit den neuen Projektoren und Verstärkern von Klangfilm ist ab 1957 das Vorführen von Filmen in CinemaScope und Einkanal-Lichtton im Breitwandformat 1:2,35 möglich. Ab 1959 sind im Kino-Adressbuch sogar 537 Zuschauerplätze notiert. 1952 erbte Myriam Krytzki, die mit einem russischen Kunstmaler verheiratet war und deshalb in Ost-Berlin blieb, die Mila-Lichtspiele in Pankow von ihrer Mutter. Bereits 1961 wurde sie im Rahmen der Verstaatlichung der Ost-Berliner Kinos enteignet. Eugen und Myriam Krytzki übersiedelten daraufhin auch nach West-Berlin. Zusammen mit ihren beiden Schwestern führten die Soliman-Erben die ‚Zinnowald Lichtspiele‘ und die ‚Wannsee Lichtspiele‘ weiter. Bereits 1958 wurden aus wirtschaftlichen Gründen die ‚Zinnowald-Lichtspiele‘ aufgegeben. Mit dem großen Kinosterben Ende der 1960er Jahre versiegte die familiäre Tradition im Kinobereich endgültig. Die ‚Wannsee-Lichtspiele‘ wurden 1968 geschlossen. Die Gebäude auf dem Grundstück Königstraße 49 wurden 2007 abgebrochen und ab 2009 wurde ein Supermarkt gebaut, seit 2011 befindet sich am vormaligen Kinostandort der Neubau eines Reichelt-Supermarkts. Zudem wurden die Reihen-Wohnhäuser 49a–49c auf dem östlichen Bauland des Grundstücks (49 und 49a) gebaut |
| Zehlendorf    | Bali (Lage)                                                                  | Teltower Damm 33         | seit 1946           | Das Bali befindet sich nahe des S-Bahnhofs Zehlendorf in einem eingeschossigen Flachbau (200 m² Grundfläche), hinter dem Haus Teltower Damm 33, in die Gartenstraße hinein. ‚BALI‘ heißt eigentlich ‚Bahnhofslichtspiele‘. Das ‚Bali‘ wurde 1946 eröffnet und ist seither ohne Unterbrechung in Betrieb. Die kinotechnische Grundlage war eine Projektionsanlage, die russische Soldaten in dem vormaligen Tanzsaal zurückließen. Die Räumlichkeiten im ehemals als Wintergarten genutzten Anbau des um 1900 errichteten ‚Burg Hotels‘ wurden in den 1920er Jahren zur Tanzdiele ausgebaut. Als Inhaber des ‚Bali‘ mit 200 Plätzen wird 1949 Robert Kayser aufgeführt. Das Kino bietet täglich zwei Vorstellungen, die Vorführausstattung besteht aus dem Projektor Erko IV und Klangfilm-Verstärker, sowie die Dia-Projektion. 1950 waren die Erben von Georg Schenk und Gertrud Gerkes die Besitzer, deren Geschäfte führte Käthe Schultz. Als Frau Charlotte Schenk 1953 die Inhaberin wurde, gab es neben dem Verstärker Klangfilm-Eurodyn und zum Ernon-Projektor auch eine Ernemann IX-Vorführmaschine. Es wurden 16 Vorstellungen je Woche gespielt. 1957 ist im Kino-Adressbuch die Breitwandausrüstung für CinemaScope genannt, die mit den beiden Projektoren (Lichtquelle: Reinkohle) in Einkanal-Lichtton und dem Format 1:2,35 möglich wurde. Die Dia-Projektion war mit Ton. Die ausgewiesenen 209 Plätze sind mit Flachpolster-Klappsitzen von Kamphöner ausgestattet. 1973 wurde das „bali-filmkunst“ mit der Übernahme vom Mitbegründer des Arsenal Manfred Salzgeber (cineart GmbH, Post: Berlin 33 Cunostraße 65) in den 1970er Jahren das führende politische Kino in Deutschland. Als das Programm des Kinos im Laufe der Jahre immer anspruchsloser wurde, verließ Manfred Salzgeber das ‚Bali‘ im Januar 1978, begleitet von lauten Protesten. Seit 1978 betreibt „die filmverrückte Besitzerin Helgard Gammert“ das Kino (14163 Berlin, Busseallee 35). Das Bali hatte seit den 1980er Jahren noch 142 Plätze. Die gegenwärtige Ausstattung beläuft sich auf 128 Sitzplätze. Die Projektion erfolgt sowohl mit 35mm analog als auch in Digital 4K. Der Ton wird in Dolby Digital 5.1 angeboten. Die Bildwand ist 5 m × 8 m groß. Der Kinosaal besitzt, ähnlich wie ein Varieté, zwischen erster Reihe und Leinwand einen Tanzboden und eine kleine Bühne. Ein Piano kann bei diversen Veranstaltungen (auch Filmvorführungen) zum Einsatz kommen. Helgard Gammert betreibt das unter Salzgeber ins Leben gerufene Kinder- und Jugendprogramm weiter. So rief sie 1986 die Berliner „Kinder-Kino-Initiative“ ins Leben, bei der jeden Monat – unterstützt vom Hauptverband der deutschen Filmtheater – ein ausgewählter Kinderfilm durch 20 Berliner Kinos tourte. Das Kino erhielt für Jahresfilmprogramme verschiedene Auszeichnungen: vom Bundesministerium des Innern, dem Bundesministerium für Angelegenheiten der Kultur und Medien und dem Filmboard Berlin-Brandenburg. Persönlich erhielt Frau Gammert 2005 das Bundesverdienstkreuz am Bande. Neben dem täglichen Filmprogramm gibt es im Haus Ausstellungen, Tanznächte, Dichterlesungen, Vorträge und Theaterveranstaltungen. Die das ‚Bali‘ bedrohende Planung eines neuen Kulturzentrums im ‚Primuspalast‘ an der Gartenstraße wurde wegen eines fehlenden Investors vorerst fallengelassen. Das leerstehende Geschäft neben dem ‚Bali‘ wurde zum ‚Café Oscars‘ umgebaut und soll als Veranstaltungsort für Sonderveranstaltungen und als Foyer für das Kino genutzt werden. Bilder vom Projektionsraum und aus dem Jahr 2007 finden sich in diesen Internetquellen: |
| Zehlendorf    | Elfi-Lichtspiele (Lage)                                                      | Teltower Damm 216        | 1952–1969           | Ausführlichere Angaben finden sich in der Liste der Kinos in Berlin-Zehlendorf. |
| Zehlendorf    | Onkel-Tom-Kino (Lage)                                                        | Wilskistraße 47b         | 1934–1968           | Ausführlichere Angaben finden sich in der Liste der Kinos in Berlin-Zehlendorf. |
| Zehlendorf    | Panorama (Lage)                                                              | Sundgauer Straße 83      | 1954–1977           | Ausführlichere Angaben finden sich in der Liste der Kinos in Berlin-Zehlendorf. |
| Zehlendorf    | Primus-Palast (Lage)                                                         | Berliner Straße 8        | 1949–1969           | Ausführlichere Angaben finden sich in der Liste der Kinos in Berlin-Zehlendorf. |
| Zehlendorf    | Rathaus Lichtspiele (Lage)                                                   | Teltower Damm 18         | 1943–1958           | Ausführlichere Angaben finden sich in der Liste der Kinos in Berlin-Zehlendorf. |
| Zehlendorf    | Zeli ---- Zehlendorfer Lichtspiele (Lage)                                    | Potsdamer Straße 50a     | 1918–1972           | Ausführlichere Angaben finden sich in der Liste der Kinos in Berlin-Zehlendorf. |
| Zehlendorf    | Zinnowwald-Lichtspiele                                                       | Wilskistraße 80          | 1947–1958           | Ausführlichere Angaben finden sich in der Liste der Kinos in Berlin-Zehlendorf. |